# Llista de zones humides de les conques internes de Catalunya
Llista de zones humides de Catalunya corresponents a les conques internes que formen el vessant oriental de la xarxa hidrogràfica de Catalunya, gestionades per l'Agència Catalana de l'Aigua, caracteritzades individualment en l'inventari de zones humides de Catalunya elaborat pel Departament d'Agricultura, Ramaderia, Pesca, Alimentació i Medi Natural de la Generalitat de Catalunya.

## La Muga
| Nom                                                                                                | Protecció                                                               | Tipologia                                   | Superfície (ha) | Localització                                                                                               | Codi          | Imatge |
| -------------------------------------------------------------------------------------------------- | ----------------------------------------------------------------------- | ------------------------------------------- | --------------- | --- | ------------- | --- |
| Estanys de la Jonquera                                                                             | ENP, RNFS ZEC Basses de l'Albera                                        | Llacs i estanys (no càrstics)               | 29,83           | La Jonquera (Alt Empordà) 42° 24′ 00″ N, 2° 54′ 24″ E / 42.4000°N,2.9067°E                                 | IZHC-02000201 | {{ca\|Estanys de la Jonquera (Alt Empordà)}} · {{WLE-AD-ES\|IZHC-02000201}} · {{Object location dec\|42.4000\|2.9067\|region:ES-CT_type:waterbody_dim:1400_source:cawiki}} · [[Categoria:Estanys de La Jonquera]]                     |
| Bassa del Mas Faig                                                                                 | ZEC Basses de l'Albera                                                  | Llacs i estanys (no càrstics)               | 2,15            | Cantallops (Alt Empordà) 42° 23′ 50″ N, 2° 56′ 15″ E / 42.3972°N,2.9375°E                                  | IZHC-02000202 | {{ca\|Bassa del Mas Faig (Cantallops)}} · {{WLE-AD-ES\|IZHC-02000202}} · {{Object location dec\|42.3972\|2.9375\|region:ES-CT_type:waterbody_dim:350_source:cawiki}} · [[Categoria:Wetlands of Catalonia]]                            |
| Estanys de Gutina                                                                                  | ZEC Basses de l'Albera                                                  | Llacs i estanys (no càrstics)               | 2,01            | Sant Climent Sescebes (Alt Empordà) 42° 23′ 50″ N, 2° 58′ 46″ E / 42.39712°N,2.97933°E                     | IZHC-02000204 | {{ca\|Estanys de Gutina (Sant Climent Sescebes)}} · {{WLE-AD-ES\|IZHC-02000204}} · {{Object location dec\|42.39712\|2.97933\|region:ES-CT_type:waterbody_dim:270_source:cawiki}} · [[Categoria:Wetlands of Catalonia]]                |
| Estany de la Cardonera                                                                             | ZEC Basses de l'Albera                                                  | Llacs i estanys (no càrstics)               | 2,89            | Sant Climent Sescebes (Alt Empordà) 42° 22′ 11″ N, 2° 57′ 03″ E / 42.3698°N,2.9507°E                       | IZHC-02000205 | {{ca\|Estany de la Cardonera (Sant Climent Sescebes)}} · {{WLE-AD-ES\|IZHC-02000205}} · {{Object location dec\|42.3698\|2.9507\|region:ES-CT_type:waterbody_dim:250_source:cawiki}} · [[Categoria:Wetlands of Catalonia]]             |
| Estany d'en Pous                                                                                   | ZEC Basses de l'Albera                                                  | Llacs i estanys (no càrstics)               | 1,62            | Sant Climent Sescebes (Alt Empordà) 42° 22′ 39″ N, 2° 59′ 04″ E / 42.3774°N,2.9844°E                       | IZHC-02000206 | {{ca\|Estany d'en Pous (Sant Climent Sescebes)}} · {{WLE-AD-ES\|IZHC-02000206}} · {{Object location dec\|42.3774\|2.9844\|region:ES-CT_type:waterbody_dim:230_source:cawiki}} · [[Categoria:Wetlands of Catalonia]]                   |
| Estanyols de Mas Margall                                                                           | Refugi de fauna salvatge                                                | Llacs i estanys (no càrstics)               | 20,61           | Avinyonet de Puigventós (Alt Empordà) 42° 14′ 56″ N, 2° 54′ 23″ E / 42.2490°N,2.9065°E                     | IZHC-02000207 | {{ca\|Estanyols de Mas Margall (Avinyonet de Puigventós)}} · {{WLE-AD-ES\|IZHC-02000207}} · {{Object location dec\|42.2490\|2.9065\|region:ES-CT_type:waterbody_dim:800_source:cawiki}} · [[Categoria:Wetlands of Catalonia]]         |
| Estany de Can Gaspar                                                                               | ZEC Riu Llobregat d'Empordà                                             | Llacs i estanys (no càrstics)               | 0,48            | Masarac (Alt Empordà) 42° 20′ 54″ N, 2° 56′ 20″ E / 42.34821°N,2.93886°E                                   | IZHC-02000208 | {{ca\|Estany de Can Gaspar (Masarac)}} · {{WLE-AD-ES\|IZHC-02000208}} · {{Object location dec\|42.34821\|2.93886\|region:ES-CT_type:waterbody_dim:110_source:cawiki}} · [[Categoria:Wetlands of Catalonia]]                           |
| Estanys dels Torlits                                                                               | ZEC Basses de l'Albera                                                  | Llacs i estanys (no càrstics)               | 26,49           | Sant Climent Sescebes (Alt Empordà) 42° 22′ 45″ N, 2° 57′ 34″ E / 42.379294°N,2.959522°E                   | IZHC-02000209 | {{ca\|Estanys dels Torlits (Sant Climent Sescebes)}} · {{WLE-AD-ES\|IZHC-02000209}} · {{Object location dec\|42.379294\|2.959522\|region:ES-CT_type:waterbody_dim:110_source:cawiki}} · [[Categoria:Wetlands of Catalonia]]           |
| Bassa dels Castellars d'Espolla                                                                    | ENP, ZEC, ZEPA l'Albera                                                 | Llacs i estanys (no càrstics)               | 0,06            | Espolla, Sant Climent Sescebes (Alt Empordà) 42° 25′ 18″ N, 2° 58′ 22″ E / 42.42159°N,2.97270°E            | IZHC-02000210 | {{ca\|Bassa dels Castellars d'Espolla (Alt Empordà)}} · {{WLE-AD-ES\|IZHC-02000210}} · {{Object location dec\|42.42159\|2.97270\|region:ES-CT_type:waterbody_dim:50_source:cawiki}} · [[Categoria:Wetlands of Catalonia]]             |
| Estany d'en Parú                                                                                   | ZEC Basses de l'Albera                                                  | Llacs i estanys (no càrstics)               | 1,66            | Cantallops (Alt Empordà) 42° 24′ 10″ N, 2° 55′ 50″ E / 42.40284°N,2.93042°E                                | IZHC-02000211 | {{ca\|Estany d'en Parú (Cantallops)}} · {{WLE-AD-ES\|IZHC-02000211}} · {{Object location dec\|42.40284\|2.93042\|region:ES-CT_type:waterbody_dim:330_source:cawiki}} · [[Categoria:Wetlands of Catalonia]]                            |
| Estany Martí                                                                                       | ZEC Basses de l'Albera                                                  | Llacs i estanys (no càrstics)               | 1,91            | Cantallops (Alt Empordà) 42° 23′ 54″ N, 2° 55′ 43″ E / 42.3982°N,2.9285°E                                  | IZHC-02000212 | {{ca\|Estany Martí (Cantallops)}} · {{WLE-AD-ES\|IZHC-02000212}} · {{Object location dec\|42.3982\|2.9285\|region:ES-CT_type:waterbody_dim:370_source:cawiki}} · [[Categoria:Wetlands of Catalonia]]                                  |
| Estany d'en Massot                                                                                 | ZEC Basses de l'Albera                                                  | Llacs i estanys (no càrstics)               | 2,07            | Sant Climent Sescebes (Alt Empordà) 42° 22′ 55″ N, 2° 58′ 59″ E / 42.3819°N,2.9830°E                       | IZHC-02000213 | {{ca\|Estany d'en Massot (Sant Climent Sescebes)}} · {{WLE-AD-ES\|IZHC-02000213}} · {{Object location dec\|42.3819\|2.9830\|region:ES-CT_type:waterbody_dim:250_source:cawiki}} · [[Categoria:Wetlands of Catalonia]]                 |
| Estany de les Moles                                                                                | ZEC Basses de l'Albera                                                  | Llacs i estanys (no càrstics)               | 0,63            | Cantallops (Alt Empordà) 42° 23′ 33″ N, 2° 56′ 06″ E / 42.39260°N,2.93507°E                                | IZHC-02000214 | {{ca\|Estany de les Moles (Cantallops)}} · {{WLE-AD-ES\|IZHC-02000214}} · {{Object location dec\|42.39260\|2.93507\|region:ES-CT_type:waterbody_dim:140_source:cawiki}} · [[Categoria:Wetlands of Catalonia]]                         |
| Estany de Serra-seguer                                                                             |                                                                         | Llacs i estanys (no càrstics)               | 3,76            | Campmany, Sant Climent Sescebes (Alt Empordà) 42° 22′ 52″ N, 2° 56′ 29″ E / 42.3811°N,2.9414°E             | IZHC-02000215 | {{ca\|Estany de Serra-seguer (Alt Empordà)}} · {{WLE-AD-ES\|IZHC-02000215}} · {{Object location dec\|42.3811\|2.9414\|region:ES-CT_type:waterbody_dim:370_source:cawiki}} · [[Categoria:Wetlands of Catalonia]]                       |
| Estany del nord de la Cardonera                                                                    |                                                                         | Llacs i estanys (no càrstics)               | 1,64            | Sant Climent Sescebes (Alt Empordà) 42° 22′ 24″ N, 2° 57′ 02″ E / 42.3733°N,2.9505°E                       | IZHC-02000216 | {{ca\|Estany del nord de la Cardonera (Sant Climent Sescebes)}} · {{WLE-AD-ES\|IZHC-02000216}} · {{Object location dec\|42.3733\|2.9505\|region:ES-CT_type:waterbody_dim:280_source:cawiki}} · [[Categoria:Wetlands of Catalonia]]    |
| Bassa de la Serra del Sopluig                                                                      |                                                                         | Rius i zones inundables                     | 0,49            | Cantallops (Alt Empordà) 42° 23′ 53″ N, 2° 56′ 42″ E / 42.39812°N,2.94511°E                                | IZHC-02000217 | {{ca\|Bassa de la Serra del Sopluig (Cantallops)}} · {{WLE-AD-ES\|IZHC-02000217}} · {{Object location dec\|42.39812\|2.94511\|region:ES-CT_type:waterbody_dim:240_source:cawiki}} · [[Categoria:Wetlands of Catalonia]]               |
| Estany de Vilaüt i bassa Rodona                                                                    | RAMSAR, ENP, PNT, ZEC, ZEPA Aiguamolls de l'Alt Empordà RNI Els Estanys | Antics estanys                              | 28,96           | Pau (Alt Empordà) 42° 17′ 22″ N, 3° 06′ 30″ E / 42.2895°N,3.1084°E                                         | IZHC-02000218 | {{ca\|Estany de Vilaüt i bassa Rodona (Pau)}} · {{WLE-AD-ES\|IZHC-02000218}} · {{Object location dec\|42.2895\|3.1084\|region:ES-CT_type:waterbody_dim:850_source:cawiki}} · [[Categoria:Wetlands of Catalonia]]                      |
| L'Estanyet i estany de Sant Joan Sescloses, o estanyet i closes                                    | RAMSAR, ENP, PNT, ZEC, ZEPA Aiguamolls de l'Alt Empordà                 | Antics estanys                              | 85,21           | Castelló d'Empúries, Peralada (Alt Empordà) 42° 16′ 31″ N, 3° 04′ 30″ E / 42.2754°N,3.0751°E               | IZHC-02000219 | {{ca\|L'Estanyet i estany de Sant Joan Sescloses (Alt Empordà)}} · {{WLE-AD-ES\|IZHC-02000219}} · {{Object location dec\|42.2754\|3.0751\|region:ES-CT_type:waterbody_dim:2600_source:cawiki}} · [[Categoria:Wetlands of Catalonia]]  |
| Closes de l'Albert, d'en Massot i de Mornau, o estany de Mornau i closes de l'Albert i d'en Massot | RAMSAR, ENP, PNT, ZEC, ZEPA Aiguamolls de l'Alt Empordà RNI Els Estanys | Aiguamolls i criptoaiguamolls               | 90,68           | Castelló d'Empúries, Palau-saverdera, Pau (Alt Empordà) 42° 16′ 51″ N, 3° 06′ 33″ E / 42.2809°N,3.1091°E   | IZHC-02000220 | {{ca\|Closes de l'Albert, d'en Massot i de Mornau (Alt Empordà)}} · {{WLE-AD-ES\|IZHC-02000220}} · {{Object location dec\|42.2809\|3.1091\|region:ES-CT_type:waterbody_dim:2200_source:cawiki}} · [[Categoria:Wetlands of Catalonia]] |
| Basses de les Garrigues I                                                                          | RAMSAR, ENP, PNT, ZEC, ZEPA Aiguamolls de l'Alt Empordà                 | Graveres, argileres i similars              | 4,29            | Palau-saverdera, Roses (Alt Empordà) 42° 16′ 59″ N, 3° 08′ 28″ E / 42.2831°N,3.1410°E                      | IZHC-02000221 | {{ca\|Basses de les Garrigues I (Alt Empordà)}} · {{WLE-AD-ES\|IZHC-02000221}} · {{Object location dec\|42.2831\|3.1410\|region:ES-CT_type:waterbody_dim:400_source:cawiki}} · [[Categoria:Wetlands of Catalonia]]                    |
| Basses de les Garrigues II                                                                         | RAMSAR, ENP, PNT, ZEC, ZEPA Aiguamolls de l'Alt Empordà                 | Graveres, argileres i similars              | 0,81            | Palau-saverdera, Roses (Alt Empordà) 42° 16′ 51″ N, 3° 08′ 33″ E / 42.2807°N,3.1424°E                      | IZHC-02000222 | {{ca\|Basses de les Garrigues II (Alt Empordà)}} · {{WLE-AD-ES\|IZHC-02000222}} · {{Object location dec\|42.2807\|3.1424\|region:ES-CT_type:waterbody_dim:130_source:cawiki}} · [[Categoria:Wetlands of Catalonia]]                   |
| Estany d'Aiguaclara                                                                                | RAMSAR, ENP, PNT, ZEC, ZEPA Aiguamolls de l'Alt Empordà RNI Els Estanys | Llacs i estanys (no càrstics)               | 65,05           | Castelló d'Empúries (Alt Empordà) 42° 16′ 22″ N, 3° 07′ 22″ E / 42.2728°N,3.1229°E                         | IZHC-02000223 | {{ca\|Estany d'Aiguaclara (Castelló d'Empúries)}} · {{WLE-AD-ES\|IZHC-02000223}} · {{Object location dec\|42.2728\|3.1229\|region:ES-CT_type:waterbody_dim:1700_source:cawiki}} · [[Categoria:Wetlands of Catalonia]]                 |
| Estany del Tec                                                                                     | RAMSAR, ENP, PNT, ZEC, ZEPA Aiguamolls de l'Alt Empordà RNI Els Estanys | Llacs i estanys (no càrstics)               | 11,62           | Castelló d'Empúries (Alt Empordà) 42° 15′ 54″ N, 3° 07′ 32″ E / 42.2649°N,3.1255°E                         | IZHC-02000224 | {{ca\|Estany del Tec (Castelló d'Empúries)}} · {{WLE-AD-ES\|IZHC-02000224}} · {{Object location dec\|42.2649\|3.1255\|region:ES-CT_type:waterbody_dim:600_source:cawiki}} · [[Categoria:Wetlands of Catalonia]]                       |
| Llacuna de la Muga Vella                                                                           | RAMSAR, ENP, PNT, ZEC, ZEPA Aiguamolls de l'Alt Empordà RNI Les Llaunes | Llacunes litorals i aiguamolls              | 1,82            | Castelló d'Empúries (Alt Empordà) 42° 14′ 08″ N, 3° 07′ 15″ E / 42.23556°N,3.12083°E                       | IZHC-02000225 | {{ca\|Llacuna de la Muga Vella (Castelló d'Empúries)}} · {{WLE-AD-ES\|IZHC-02000225}} · {{Object location dec\|42.23556\|3.12083\|region:ES-CT_type:waterbody_dim:450_source:cawiki}} · [[Categoria:Wetlands of Catalonia]]           |
| Closes i estany del Cortalet                                                                       | RAMSAR, ENP, PNT, ZEC, ZEPA Aiguamolls de l'Alt Empordà                 | Zona humida restaurada o de nova creació    | 146,45          | Castelló d'Empúries (Alt Empordà) 42° 13′ 12″ N, 3° 05′ 42″ E / 42.220°N,3.095°E                           | IZHC-02000226 | {{ca\|Closes i estany del Cortalet (Castelló d'Empúries)}} · {{WLE-AD-ES\|IZHC-02000226}} · {{Object location dec\|42.220\|3.095\|region:ES-CT_type:waterbody_dim:1900_source:cawiki}} · [[Categoria:Aiguamolls de l'Empordà]]        |
| Estany Europa                                                                                      | RAMSAR, ENP, PNT, ZEC, ZEPA Aiguamolls de l'Alt Empordà                 | Llacuna de depuració                        | 13,06           | Castelló d'Empúries (Alt Empordà) 42° 14′ 33″ N, 3° 06′ 07″ E / 42.2425°N,3.1019°E                         | IZHC-02000227 | {{ca\|Estany Europa (Castelló d'Empúries)}} · {{WLE-AD-ES\|IZHC-02000227}} · {{Object location dec\|42.2425\|3.1019\|region:ES-CT_type:waterbody_dim:600_source:cawiki}} · [[Categoria:Wetlands of Catalonia]]                        |
| Estany d'en Túries                                                                                 | RAMSAR, ENP, PNT, ZEC, ZEPA Aiguamolls de l'Alt Empordà RNI Les Llaunes | Llacunes litorals i aiguamolls              | 53,46           | Castelló d'Empúries (Alt Empordà) 42° 14′ 10″ N, 3° 06′ 54″ E / 42.2360°N,3.1149°E                         | IZHC-02000228 | {{ca\|Estany d'en Túries (Castelló d'Empúries)}} · {{WLE-AD-ES\|IZHC-02000228}} · {{Object location dec\|42.2360\|3.1149\|region:ES-CT_type:waterbody_dim:1800_source:cawiki}} · [[Categoria:Wetlands of Catalonia]]                  |
| La Rovina, bassa de la Rubina, o maresmes de la Rubina                                             | RAMSAR, ENP, PNT, ZEC, ZEPA Aiguamolls de l'Alt Empordà RNI Els Estanys | Llacunes litorals i aiguamolls              | 141,93          | Castelló d'Empúries, Roses (Alt Empordà) 42° 15′ 34″ N, 3° 08′ 41″ E / 42.2595°N,3.1448°E                  | IZHC-02000229 | {{ca\|Bassa de la Rubina (Alt Empordà)}} · {{WLE-AD-ES\|IZHC-02000229}} · {{Object location dec\|42.2595\|3.1448\|region:ES-CT_type:waterbody_dim:2800_source:cawiki}} · [[Categoria:Wetlands of Catalonia]]                          |
| Estany de Palau de Baix                                                                            | RAMSAR, ENP, PNT, ZEC, ZEPA Aiguamolls de l'Alt Empordà RNI Els Estanys | Llacs i estanys (no càrstics)               | 87,21           | Castelló d'Empúries, Palau-saverdera, Roses (Alt Empordà) 42° 16′ 37″ N, 3° 07′ 29″ E / 42.2770°N,3.1247°E | IZHC-02000230 | {{ca\|Estany de Palau de Baix (Alt Empordà)}} · {{WLE-AD-ES\|IZHC-02000230}} · {{Object location dec\|42.2770\|3.1247\|region:ES-CT_type:waterbody_dim:2100_source:cawiki}} · [[Categoria:Wetlands of Catalonia]]                     |
| La Massona i la Llarga                                                                             | RAMSAR, ENP, PNT, ZEC, ZEPA Aiguamolls de l'Alt Empordà RNI Les Llaunes | Llacunes litorals i aiguamolls              | 50,60           | Castelló d'Empúries (Alt Empordà) 42° 12′ 36″ N, 3° 06′ 23″ E / 42.2099°N,3.1065°E                         | IZHC-02000231 | {{ca\|La Massona i la Llarga (Castelló d'Empúries)}} · {{WLE-AD-ES\|IZHC-02000231}} · {{Object location dec\|42.2099\|3.1065\|region:ES-CT_type:waterbody_dim:1300_source:cawiki}} · [[Categoria:Wetlands of Catalonia]]              |
| La Fonda                                                                                           | RAMSAR, ENP, PNT, ZEC, ZEPA Aiguamolls de l'Alt Empordà RNI Les Llaunes | Llacunes litorals i aiguamolls              | 25,12           | Castelló d'Empúries (Alt Empordà) 42° 12′ 53″ N, 3° 06′ 21″ E / 42.2146°N,3.1058°E                         | IZHC-02000232 | {{ca\|La Fonda (Castelló d'Empúries)}} · {{WLE-AD-ES\|IZHC-02000232}} · {{Object location dec\|42.2146\|3.1058\|region:ES-CT_type:waterbody_dim:850_source:cawiki}} · [[Categoria:Wetlands of Catalonia]]                             |
| La Serpa                                                                                           | RAMSAR, ENP, PNT, ZEC, ZEPA Aiguamolls de l'Alt Empordà RNI Les Llaunes | Llacunes litorals i aiguamolls              | 17,37           | Castelló d'Empúries (Alt Empordà) 42° 13′ 04″ N, 3° 06′ 23″ E / 42.2179°N,3.1064°E                         | IZHC-02000233 | {{ca\|La Serpa (Castelló d'Empúries)}} · {{WLE-AD-ES\|IZHC-02000233}} · {{Object location dec\|42.2179\|3.1064\|region:ES-CT_type:waterbody_dim:800_source:cawiki}} · [[Categoria:Wetlands of Catalonia]]                             |
| La Rogera                                                                                          | RAMSAR, ENP, PNT, ZEC, ZEPA Aiguamolls de l'Alt Empordà RNI Les Llaunes | Llacunes litorals i aiguamolls              | 66,73           | Castelló d'Empúries (Alt Empordà) 42° 13′ 18″ N, 3° 06′ 37″ E / 42.2218°N,3.1103°E                         | IZHC-02000234 | {{ca\|La Rogera (Castelló d'Empúries)}} · {{WLE-AD-ES\|IZHC-02000234}} · {{Object location dec\|42.2218\|3.1103\|region:ES-CT_type:waterbody_dim:1400_source:cawiki}} · [[Categoria:Wetlands of Catalonia]]                           |
| Closa d'en Puig                                                                                    | RAMSAR, ENP, PNT, ZEC, ZEPA Aiguamolls de l'Alt Empordà RNI Les Llaunes | Zona humida restaurada o de nova creació    | 6,09            | Castelló d'Empúries (Alt Empordà) 42° 12′ 51″ N, 3° 05′ 56″ E / 42.2141°N,3.0988°E                         | IZHC-02000235 | {{ca\|Closa d'en Puig (Castelló d'Empúries)}} · {{WLE-AD-ES\|IZHC-02000235}} · {{Object location dec\|42.2141\|3.0988\|region:ES-CT_type:waterbody_dim:450_source:cawiki}} · [[Categoria:Wetlands of Catalonia]]                      |
| Estanys del Matà                                                                                   | RAMSAR, ENP, PNT, ZEC, ZEPA Aiguamolls de l'Alt Empordà RNI Les Llaunes | Zona humida restaurada o de nova creació    | 109,27          | Castelló d'Empúries, Sant Pere Pescador (Alt Empordà) 42° 12′ 28″ N, 3° 05′ 43″ E / 42.2079°N,3.0952°E     | IZHC-02000236 | {{ca\|Estanys del Matà (Alt Empordà)}} · {{WLE-AD-ES\|IZHC-02000236}} · {{Object location dec\|42.2079\|3.0952\|region:ES-CT_type:waterbody_dim:2300_source:cawiki}} · [[Categoria:Estanys del Matar]]                                |
| Closes de Mornau i del Pernardell                                                                  | ENP, PNT, ZEC, ZEPA Aiguamolls de l'Alt Empordà RNI Els Estanys         | Antics estanys                              | 45,42           | Castelló d'Empúries, Pau, Peralada (Alt Empordà) 42° 17′ 32″ N, 3° 05′ 52″ E / 42.2921°N,3.0978°E          | IZHC-02000237 | {{ca\|Closes de Mornau i del Pernardell (Alt Empordà)}} · {{WLE-AD-ES\|IZHC-02000237}} · {{Object location dec\|42.2921\|3.0978\|region:ES-CT_type:waterbody_dim:1500_source:cawiki}} · [[Categoria:Wetlands of Catalonia]]           |
| Closes de l'Estanyol i Montmajor                                                                   | ENP, PNT, ZEC, ZEPA Aiguamolls de l'Alt Empordà                         | Antics estanys                              | 25,72           | Peralada (Alt Empordà) 42° 17′ 23″ N, 3° 05′ 14″ E / 42.2897°N,3.0872°E                                    | IZHC-02000238 | {{ca\|Closes de l'Estanyol i Montmajor (Peralada)}} · {{WLE-AD-ES\|IZHC-02000238}} · {{Object location dec\|42.2897\|3.0872\|region:ES-CT_type:waterbody_dim:1400_source:cawiki}} · [[Categoria:Wetlands of Catalonia]]               |
| Estany de Palau de Dalt                                                                            | ENP, PNT, ZEC, ZEPA Aiguamolls de l'Alt Empordà RNI Els Estanys         | Aiguamolls i criptoaiguamolls               | 27,65           | Palau-saverdera, Pau (Alt Empordà) 42° 17′ 05″ N, 3° 06′ 49″ E / 42.2847°N,3.1137°E                        | IZHC-02000239 | {{ca\|Estany de Palau de Dalt (Alt Empordà)}} · {{WLE-AD-ES\|IZHC-02000239}} · {{Object location dec\|42.2847\|3.1137\|region:ES-CT_type:waterbody_dim:1100_source:cawiki}} · [[Categoria:Wetlands of Catalonia]]                     |
| Closes del Tec, del Vernar i la Mugueta                                                            | ENP, PNT, ZEC, ZEPA Aiguamolls de l'Alt Empordà RNI Els Estanys         | Desembocadures històriques de rius i rieres | 18,74           | Palau-saverdera, Pau (Alt Empordà) 42° 16′ 25″ N, 3° 06′ 55″ E / 42.2735°N,3.1154°E                        | IZHC-02000240 | {{ca\|Closes del Tec, del Vernar i la Mugueta (Alt Empordà)}} · {{WLE-AD-ES\|IZHC-02000240}} · {{Object location dec\|42.2735\|3.1154\|region:ES-CT_type:waterbody_dim:1100_source:cawiki}} · [[Categoria:Wetlands of Catalonia]]     |
| El Poliol i peces del Tec                                                                          | ENP, PNT, ZEC, ZEPA Aiguamolls de l'Alt Empordà RNI Els Estanys         | Desembocadures històriques de rius i rieres | 34,58           | Castelló d'Empúries (Alt Empordà) 42° 15′ 46″ N, 3° 07′ 10″ E / 42.2627°N,3.1194°E                         | IZHC-02000241 | {{ca\|El Poliol i peces del Tec (Castelló d'Empúries)}} · {{WLE-AD-ES\|IZHC-02000241}} · {{Object location dec\|42.2627\|3.1194\|region:ES-CT_type:waterbody_dim:1100_source:cawiki}} · [[Categoria:Wetlands of Catalonia]]           |
| Can Comes                                                                                          | ENP, PNT, ZEC, ZEPA Aiguamolls de l'Alt Empordà RNI Els Estanys         | Salobrars                                   | 146,63          | Castelló d'Empúries (Alt Empordà) 42° 13′ 44″ N, 3° 06′ 32″ E / 42.229°N,3.109°E                           | IZHC-02000242 | {{ca\|Can Comes (Castelló d'Empúries)}} · {{WLE-AD-ES\|IZHC-02000242}} · {{Object location dec\|42.229\|3.109\|region:ES-CT_type:waterbody_dim:2500_source:cawiki}} · [[Categoria:Wetlands of Catalonia]]                             |
| Closes de la Gallinera                                                                             | ENP, PNT, ZEC, ZEPA Aiguamolls de l'Alt Empordà                         | Aiguamolls i criptoaiguamolls               | 91,18           | Castelló d'Empúries (Alt Empordà) 42° 13′ 22″ N, 3° 04′ 44″ E / 42.2229°N,3.0789°E                         | IZHC-02000243 | {{ca\|Closes de la Gallinera (Castelló d'Empúries)}} · {{WLE-AD-ES\|IZHC-02000243}} · {{Object location dec\|42.2229\|3.0789\|region:ES-CT_type:waterbody_dim:1900_source:cawiki}} · [[Categoria:Wetlands of Catalonia]]              |
| L'Espartinar                                                                                       | ENP, PNT, ZEC, ZEPA Aiguamolls de l'Alt Empordà RNI Les Llaunes         | Salobrars                                   | 47,29           | Castelló d'Empúries (Alt Empordà) 42° 12′ 49″ N, 3° 06′ 44″ E / 42.2137°N,3.1123°E                         | IZHC-02000244 | {{ca\|L'Espartinar (Castelló d'Empúries)}} · {{WLE-AD-ES\|IZHC-02000244}} · {{Object location dec\|42.2137\|3.1123\|region:ES-CT_type:waterbody_dim:1400_source:cawiki}} · [[Categoria:Wetlands of Catalonia]]                        |
| Goles de Sant Pere                                                                                 | ENP, PNT, ZEC, ZEPA Aiguamolls de l'Alt Empordà                         | Salobrars                                   | 74,90           | Sant Pere Pescador (Alt Empordà) 42° 11′ 43″ N, 3° 06′ 27″ E / 42.1954°N,3.1075°E                          | IZHC-02000245 | {{ca\|Goles de Sant Pere (Sant Pere Pescador)}} · {{WLE-AD-ES\|IZHC-02000245}} · {{Object location dec\|42.1954\|3.1075\|region:ES-CT_type:waterbody_dim:1700_source:cawiki}} · [[Categoria:Wetlands of Catalonia]]                   |
| Les basses del Terrisser                                                                           |                                                                         | Graveres, argileres i similars              | 1,22            | Figueres (Alt Empordà) 42° 16′ 48″ N, 2° 56′ 20″ E / 42.27991°N,2.93895°E                                  | IZHC-02000246 | {{ca\|Les basses del Terrisser (Figueres)}} · {{WLE-AD-ES\|IZHC-02000246}} · {{Object location dec\|42.27991\|2.93895\|region:ES-CT_type:waterbody_dim:230_source:cawiki}} · [[Categoria:Wetlands of Catalonia]]                      |

## El Fluvià
| Nom                                                                                       | Protecció                                                                     | Tipologia                           | Superfície (ha) | Localització | Codi          | Imatge |
| ----------------------------------------------------------------------------------------- | ----------------------------------------------------------------------------- | ----------------------------------- | --------------- | --- | ------------- | --- |
| Estany Robert                                                                             |                                                                               | Antics estanys                      | 2,63            | Fortià i Riumors (Alt Empordà) 42° 13′ 42″ N, 3° 01′ 47″ E / 42.2282°N,3.0298°E                                       | IZHC-03000201 | {{ca\|Estany Robert (Alt Empordà)}} · {{WLE-AD-ES\|IZHC-03000201}} · {{Object location dec\|42.2282\|3.0298\|region:ES-CT_type:waterbody_dim:300_source:cawiki}} · [[Categoria:Wetlands of Catalonia]]                              |
| Pedrera de Vilacolum                                                                      |                                                                               | Graveres, argileres i similars      | 1,15            | Torroella de Fluvià (Alt Empordà) 42° 11′ 36″ N, 3° 01′ 42″ E / 42.19338°N,3.02835°E                                  | IZHC-03000202 | {{ca\|Pedrera de Vilacolum (Torroella de Fluvià)}} · {{WLE-AD-ES\|IZHC-03000202}} · {{Object location dec\|42.19338\|3.02835\|region:ES-CT_type:waterbody_dim:220_source:cawiki}} · [[Categoria:Wetlands of Catalonia]]             |
| Bassa de Mas Pastells o antic estany de Siurana                                           |                                                                               | Antics estanys                      | 5,50            | Siurana (Alt Empordà) 42° 12′ 40″ N, 3° 01′ 24″ E / 42.2110°N,3.0233°E                                                | IZHC-03000203 | {{ca\|Bassa de Mas Pastells (Siurana)}} · {{WLE-AD-ES\|IZHC-03000203}} · {{Object location dec\|42.2110\|3.0233\|region:ES-CT_type:waterbody_dim:470_source:cawiki}} · [[Categoria:Wetlands of Catalonia]]                          |
| Antic estany de Palol o de Sant Tomàs de Fluvià                                           |                                                                               | Llacs i estanys (no càrstics)       | 8,38            | Sant Miquel de Fluvià i Torroella de Fluvià (Alt Empordà) 42° 10′ 22″ N, 3° 00′ 44″ E / 42.1727°N,3.0122°E            | IZHC-03000204 | {{ca\|Antic estany de Palol (Alt Empordà)}} · {{WLE-AD-ES\|IZHC-03000204}} · {{Object location dec\|42.1727\|3.0122\|region:ES-CT_type:waterbody_dim:520_source:cawiki}} · [[Categoria:Wetlands of Catalonia]]                      |
| Illa de Caramany                                                                          | RNI, RNP Illa de Caramany RAMSAR, ENP, PNT, ZEC, ZEPA Aiguamolls de l'Empordà | Illes i galatxos fluvials interiors | 57,91           | Sant Pere Pescador (Alt Empordà) 42° 11′ 35″ N, 3° 05′ 41″ E / 42.1930°N,3.0948°E                                     | IZHC-03000205 | {{ca\|Illa de Caramany (Sant Pere Pescador)}} · {{WLE-AD-ES\|IZHC-03000205}} · {{Object location dec\|42.1930\|3.0948\|region:ES-CT_type:isle_dim:2200_source:cawiki}} · [[Categoria:Wetlands of Catalonia]]                        |
| Riu Vell                                                                                  | RAMSAR, ENP, PNT, ZEC, ZEPA Aiguamolls de l'Empordà                           | Antics meandres                     | 125,81          | L'Armentera, l'Escala, Sant Pere Pescador (Alt Empordà) 42° 09′ 00″ N, 3° 06′ 21″ E / 42.1501°N,3.1057°E              | IZHC-03000206 | {{ca\|Riu Vell (Alt Empordà)}} · {{WLE-AD-ES\|IZHC-03000206}} · {{Object location dec\|42.1501\|3.1057\|region:ES-CT_type:waterbody_dim:3000_source:cawiki}} · [[Categoria:Wetlands of Catalonia]]                                  |
| Meandre dret del riu Fluvià                                                               | RAMSAR, ENP, PNT, ZEC, ZEPA Aiguamolls de l'Empordà                           | Meandres                            | 1,67            | L'Armentera, Sant Pere Pescador (Alt Empordà) 42° 11′ 00″ N, 3° 04′ 46″ E / 42.18339°N,3.07951°E                      | IZHC-03000207 | {{ca\|Meandre dret del riu Fluvià (Alt Empordà)}} · {{WLE-AD-ES\|IZHC-03000207}} · {{Object location dec\|42.18339\|3.07951\|region:ES-CT_type:waterbody_dim:400_source:cawiki}} · [[Categoria:Wetlands of Catalonia]]              |
| Meandre esquerre del riu Fluvià                                                           | ENP, PNT, ZEC, ZEPA Aiguamolls de l'Empordà                                   | Meandres                            | 1,94            | L'Armentera, Sant Pere Pescador (Alt Empordà) 42° 10′ 45″ N, 3° 04′ 57″ E / 42.179156°N,3.082373°E                    | IZHC-03000208 | {{ca\|Meandre esquerre del riu Fluvià (Alt Empordà)}} · {{WLE-AD-ES\|IZHC-03000208}} · {{Object location dec\|42.179156\|3.082373\|region:ES-CT_type:waterbody_dim:700_source:cawiki}} · [[Categoria:Wetlands of Catalonia]]        |
| Guixeres de Tortellà                                                                      |                                                                               | Graveres, argileres i similars      | 2,92            | Sales de Llierca, Tortellà (Garrotxa) 42° 14′ 22″ N, 2° 38′ 12″ E / 42.2394°N,2.6368°E                                | IZHC-03001901 | {{ca\|Guixeres de Tortellà (Garrotxa)}} · {{WLE-AD-ES\|IZHC-03001901}} · {{Object location dec\|42.2394\|2.6368\|region:ES-CT_type:waterbody_dim:320_source:cawiki}} · [[Categoria:Wetlands of Catalonia]]                          |
| Basses de Can Jordà o Estanys de Jordà                                                    | RNP Fageda d'en Jordà ENP, PNT, ZEC Zona Volcànica de la Garrotxa             | Aiguamolls i criptoaiguamolls       | 3,99            | Santa Pau (Garrotxa) 42° 08′ 40″ N, 2° 30′ 25″ E / 42.1444°N,2.5070°E                                                 | IZHC-03001902 | {{ca\|Basses de Can Jordà (Santa Pau)}} · {{WLE-AD-ES\|IZHC-03001902}} · {{Object location dec\|42.1444\|2.5070\|region:ES-CT_type:waterbody_dim:350_source:cawiki}} · [[Categoria:Wetlands of Catalonia]]                          |
| Basses d'en Broc i Aiguamolls de la Déu Vella, o Estanys d'en Broc, Aiguamolls de Cal Soc | ENP, PNT, ZEC Zona Volcànica de la Garrotxa                                   | Aiguamolls i criptoaiguamolls       | 3,33            | Olot (Garrotxa) 42° 09′ 55″ N, 2° 29′ 13″ E / 42.1653°N,2.4870°E                                                      | IZHC-03001903 | {{ca\|Basses d'en Broc i Aiguamolls de la Déu Vella (Olot)}} · {{WLE-AD-ES\|IZHC-03001903}} · {{Object location dec\|42.1653\|2.4870\|region:ES-CT_type:waterbody_dim:300_source:cawiki}} · [[Categoria:Wetlands of Catalonia]]     |
| Resclosa de Sant Jaume de Llierca                                                         | ZEC Riu Fluvià                                                                | Assuts, rescloses i d'altres        | 8,28            | Sant Jaume de Llierca (Garrotxa) 42° 12′ 30″ N, 2° 35′ 29″ E / 42.2083°N,2.5914°E                                     | IZHC-03001904 | {{ca\|Resclosa de Sant Jaume de Llierca}} · {{WLE-AD-ES\|IZHC-03001904}} · {{Object location dec\|42.2083\|2.5914\|region:ES-CT_type:waterbody_dim:850_source:cawiki}} · [[Categoria:Wetlands of Catalonia]]                        |
| Resclosa d'en Bassols i del Molí                                                          | ZEC Riu Fluvià                                                                | Assuts, rescloses i d'altres        | 21,76           | Argelaguer (Garrotxa) 42° 12′ 46″ N, 2° 38′ 02″ E / 42.2129°N,2.6338°E                                                | IZHC-03001905 | {{ca\|Resclosa d'en Bassols i del Molí (Argelaguer)}} · {{WLE-AD-ES\|IZHC-03001905}} · {{Object location dec\|42.2129\|2.6338\|region:ES-CT_type:waterbody_dim:1200_source:cawiki}} · [[Categoria:Wetlands of Catalonia]]           |
| Resclosa de Serinyà i illa del Fluvià                                                     | RNFS Illa del Fluvià ZEC Riu Fluvià                                           | Assuts, rescloses i d'altres        | 26,09           | Maià de Montcal, Sant Ferriol, Serinyà (Garrotxa, Pla de l'Estany) 42° 11′ 15″ N, 2° 45′ 12″ E / 42.18746°N,2.75339°E | IZHC-03002801 | {{ca\|Resclosa de Serinyà i illa del Fluvià}} · {{WLE-AD-ES\|IZHC-03002801}} · {{Object location dec\|42.18746\|2.75339\|region:ES-CT_type:waterbody_dim:1800_source:cawiki}} · [[Categoria:Resclosa de Serinyà i illa del Fluvià]] |
| Estanyols nord de la vall de Sant Miquel de Campmajor                                     |                                                                               | Llacs i estanys càrstics            | 10,84           | Sant Miquel de Campmajor (Pla de l'Estany) 42° 07′ 46″ N, 2° 40′ 50″ E / 42.12932°N,2.68069°E                         | IZHC-03002803 | {{ca\|Estanyols nord de la vall de Sant Miquel de Campmajor}} · {{WLE-AD-ES\|IZHC-03002803}} · {{Object location dec\|42.12932\|2.68069\|region:ES-CT_type:waterbody_dim:600_source:cawiki}} · [[Categoria:Wetlands of Catalonia]]  |
| Estanyols sud de la vall de Sant Miquel de Campmajor                                      |                                                                               | Llacs i estanys càrstics            | 16,54           | Sant Miquel de Campmajor (Pla de l'Estany) 42° 07′ 11″ N, 2° 40′ 50″ E / 42.1196°N,2.6805°E                           | IZHC-03002804 | {{ca\|Estanyols sud de la vall de Sant Miquel de Campmajor}} · {{WLE-AD-ES\|IZHC-03002804}} · {{Object location dec\|42.1196\|2.6805\|region:ES-CT_type:waterbody_dim:700_source:cawiki}} · [[Categoria:Wetlands of Catalonia]]     |

## El Ter
| Nom                                                      | Protecció                                                                                 | Tipologia                                   | Superfície (ha) | Localització | Codi          | Imatge |
| -------------------------------------------------------- | ----------------------------------------------------------------------------------------- | ------------------------------------------- | --------------- | --- | ------------- | --- |
| Antic estany de Bellcaire                                |                                                                                           | Antics estanys                              | 251,02          | Bellcaire d'Empordà, l'Escala (Alt Empordà, Baix Empordà) 42° 05′ 38″ N, 3° 07′ 05″ E / 42.094°N,3.118°E                | IZHC-04001001 | {{ca\|Antic estany de Bellcaire (Bellcaire d'Empordà)}} · {{WLE-AD-ES\|IZHC-04001001}} · {{Object location dec\|42.094\|3.118\|region:ES-CT_type:waterbody_dim:3000_source:cawiki}} · [[Categoria:Wetlands of Catalonia]]     |
| Bassa de la Mota de l'Om                                 | ENP, PNT, ZEC, ZEPA El Montgrí, les Illes Medes i el Baix Ter                             | Llacs i estanys (no càrstics)               | 1,12            | Torroella de Montgrí (Baix Empordà) 42° 00′ 47″ N, 3° 10′ 37″ E / 42.01297°N,3.17685°E                                  | IZHC-04001002 | {{ca\|Bassa de la Mota de l'Om (Torroella de Montgrí)}} · {{WLE-AD-ES\|IZHC-04001002}} · {{Object location dec\|42.01297\|3.17685\|region:ES-CT_type:waterbody_dim:440_source:cawiki}} · [[Categoria:Wetlands of Catalonia]]  |
| Bassa del Frare Ramon                                    | ENP, PNT, ZEC, ZEPA El Montgrí, les Illes Medes i el Baix Ter RNP Aiguamolls del Baix Ter | Llacunes litorals i aiguamolls              | 6,61            | Torroella de Montgrí (Baix Empordà) 42° 01′ 43″ N, 3° 11′ 34″ E / 42.0287°N,3.1927°E                                    | IZHC-04001003 | {{ca\|Bassa del Frare Ramon (Torroella de Montgrí)}} · {{WLE-AD-ES\|IZHC-04001003}} · {{Object location dec\|42.0287\|3.1927\|region:ES-CT_type:waterbody_dim:600_source:cawiki}} · [[Categoria:Wetlands of Catalonia]]       |
| Basses d'en Coll                                         | ENP, PNT, ZEC, ZEPA El Montgrí, les Illes Medes i el Baix Ter RNP Aiguamolls del Baix Ter | Llacunes litorals i aiguamolls              | 50,92           | Pals, Torroella de Montgrí (Baix Empordà) 42° 00′ 12″ N, 3° 11′ 29″ E / 42.0034°N,3.1914°E                              | IZHC-04001004 | {{ca\|Basses d'en Coll (Baix Empordà)}} · {{WLE-AD-ES\|IZHC-04001004}} · {{Object location dec\|42.0034\|3.1914\|region:ES-CT_type:waterbody_dim:1200_source:cawiki}} · [[Categoria:Les Basses d'en Coll]]                    |
| Basses de l'Anser                                        | ENP, PNT, ZEC, ZEPA El Montgrí, les Illes Medes i el Baix Ter RNP Aiguamolls del Baix Ter | Llacs i estanys (no càrstics)               | 15,75           | Pals, Torroella de Montgrí (Baix Empordà) 42° 00′ 35″ N, 3° 10′ 55″ E / 42.0097°N,3.1820°E                              | IZHC-04001005 | {{ca\|Basses de l'Anser (Baix Empordà)}} · {{WLE-AD-ES\|IZHC-04001005}} · {{Object location dec\|42.0097\|3.1820\|region:ES-CT_type:waterbody_dim:1400_source:cawiki}} · [[Categoria:Wetlands of Catalonia]]                  |
| Closes de la Fonollera                                   | ENP, PNT, ZEC, ZEPA El Montgrí, les Illes Medes i el Baix Ter RNP Aiguamolls del Baix Ter | Llacunes litorals i aiguamolls              | 26,63           | Torroella de Montgrí (Baix Empordà) 42° 01′ 08″ N, 3° 11′ 24″ E / 42.0190°N,3.1900°E                                    | IZHC-04001006 | {{ca\|Closes de la Fonollera (Torroella de Montgrí)}} · {{WLE-AD-ES\|IZHC-04001006}} · {{Object location dec\|42.0190\|3.1900\|region:ES-CT_type:waterbody_dim:1150_source:cawiki}} · [[Categoria:Wetlands of Catalonia]]     |
| Ter Vell                                                 | ENP, PNT, ZEC, ZEPA El Montgrí, les Illes Medes i el Baix Ter RNP Aiguamolls del Baix Ter | Desembocadures històriques de rius i rieres | 32,13           | Torroella de Montgrí (Baix Empordà) 42° 02′ 43″ N, 3° 11′ 42″ E / 42.0452°N,3.1950°E                                    | IZHC-04001007 | {{ca\|El Ter Vell (Torroella de Montgrí)}} · {{WLE-AD-ES\|IZHC-04001007}} · {{Object location dec\|42.0452\|3.1950\|region:ES-CT_type:waterbody_dim:1650_source:cawiki}} · [[Categoria:Wetlands of Catalonia]]                |
| Estany de Pals o estany Marisc                           |                                                                                           | Antics estanys                              | 83,14           | Palau-sator, Pals (Baix Empordà) 41° 59′ 13″ N, 3° 08′ 38″ E / 41.987°N,3.144°E                                         | IZHC-04001008 | {{ca\|Estany de Pals (Baix Empordà)}} · {{WLE-AD-ES\|IZHC-04001008}} · {{Object location dec\|41.987\|3.144\|region:ES-CT_type:waterbody_dim:1300_source:cawiki}} · [[Categoria:Wetlands of Catalonia]]                       |
| Gorgues de Mas Badia                                     | ZEC Riberes del Baix Ter                                                                  | Llacs i estanys (no càrstics)               | 1,29            | La Tallada d'Empordà, Verges (Baix Empordà) 42° 03′ 10″ N, 3° 03′ 39″ E / 42.05289°N,3.06082°E                          | IZHC-04001009 | {{ca\|Gorgues de Mas Badia (Baix Empordà)}} · {{WLE-AD-ES\|IZHC-04001009}} · {{Object location dec\|42.05289\|3.06082\|region:ES-CT_type:waterbody_dim:600_source:cawiki}} · [[Categoria:Wetlands of Catalonia]]              |
| Illa i resclosa de Canet                                 | ENP, RNFS Illa de Canet ZEC Riberes del Baix Ter                                          | Assuts, rescloses i d'altres                | 14,45           | Serra de Daró, la Tallada d'Empordà (Baix Empordà) 42° 02′ 33″ N, 3° 04′ 11″ E / 42.0426°N,3.0696°E                     | IZHC-04001010 | {{ca\|Illa i resclosa de Canet (Baix Empordà)}} · {{WLE-AD-ES\|IZHC-04001010}} · {{Object location dec\|42.0426\|3.0696\|region:ES-CT_type:waterbody_dim:1200_source:cawiki}} · [[Categoria:Wetlands of Catalonia]]           |
| La Platera                                               | ENP, PNT, ZEC, ZEPA El Montgrí, les Illes Medes i el Baix Ter RNP Aiguamolls del Baix Ter | Llacunes litorals i aiguamolls              | 16,51           | Torroella de Montgrí (Baix Empordà) 42° 01′ 36″ N, 3° 11′ 29″ E / 42.0267°N,3.1913°E                                    | IZHC-04001011 | {{ca\|La Platera (Torroella de Montgrí)}} · {{WLE-AD-ES\|IZHC-04001011}} · {{Object location dec\|42.0267\|3.1913\|region:ES-CT_type:waterbody_dim:650_source:cawiki}} · [[Categoria:Wetlands of Catalonia]]                  |
| Les Closes                                               |                                                                                           | Llacs i estanys (no càrstics)               | 2,57            | Torrent (Baix Empordà) 41° 57′ 11″ N, 3° 08′ 25″ E / 41.9530°N,3.1404°E                                                 | IZHC-04001012 | {{ca\|Les Closes (Torrent)}} · {{WLE-AD-ES\|IZHC-04001012}} · {{Object location dec\|41.9530\|3.1404\|region:ES-CT_type:waterbody_dim:350_source:cawiki}} · [[Categoria:Wetlands of Catalonia]]                               |
| Les closes Boues o antic estany de Boada                 |                                                                                           | Antics estanys                              | 4,93            | Palau-sator (Baix Empordà) 41° 59′ 12″ N, 3° 07′ 51″ E / 41.9868°N,3.1309°E                                             | IZHC-04001013 | {{ca\|Les closes Boues (Palau-sator)}} · {{WLE-AD-ES\|IZHC-04001013}} · {{Object location dec\|41.9868\|3.1309\|region:ES-CT_type:waterbody_dim:400_source:cawiki}} · [[Categoria:Wetlands of Catalonia]]                     |
| Resclosa d'Ullà                                          | ENP, PNT El Montgrí, les Illes Medes i el Baix Ter ZEC Riberes del Baix Ter               | Assuts, rescloses i d'altres                | 24,41           | Gualta, Torroella de Fluvià, Torroella de Montgrí, Ullà (Baix Empordà) 42° 02′ 21″ N, 3° 06′ 56″ E / 42.0392°N,3.1155°E | IZHC-04001014 | {{ca\|Resclosa d'Ullà (Baix Empordà)}} · {{WLE-AD-ES\|IZHC-04001014}} · {{Object location dec\|42.0392\|3.1155\|region:ES-CT_type:waterbody_dim:1900_source:cawiki}} · [[Categoria:Wetlands of Catalonia]]                    |
| Presa de Colomers                                        | ZEC Riberes del Baix Ter                                                                  | Assuts, rescloses i d'altres                | 16,44           | Colomers, Foixà (Baix Empordà) 42° 04′ 48″ N, 2° 59′ 19″ E / 42.079981°N,2.988484°E                                     | IZHC-04001015 | {{ca\|Presa de Colomers (Baix Empordà)}} · {{WLE-AD-ES\|IZHC-04001015}} · {{Object location dec\|42.079981\|2.988484\|region:ES-CT_type:waterbody_dim:1900_source:cawiki}} · [[Categoria:Resclosa de Colomers]]               |
| Terreres de Vaca Morta                                   |                                                                                           | Graveres, argileres i similars              | 11,72           | Corçà, Cruïlles, Monells i Sant Sadurní de l'Heura (Baix Empordà) 41° 58′ 22″ N, 3° 01′ 19″ E / 41.9729°N,3.0219°E      | IZHC-04001016 | {{ca\|Terreres de Vaca Morta (Baix Empordà)}} · {{WLE-AD-ES\|IZHC-04001016}} · {{Object location dec\|41.9729\|3.0219\|region:ES-CT_type:waterbody_dim:700_source:cawiki}} · [[Categoria:Wetlands of Catalonia]]              |
| Rec del Molí i riu Daró                                  |                                                                                           | Rius i zones inundables                     | 3,12            | Fontanilles, Gualta (Baix Empordà) 42° 01′ 04″ N, 3° 06′ 51″ E / 42.01775°N,3.11421°E                                   | IZHC-04001017 | {{ca\|Rec del Molí i riu Daró (Baix Empordà)}} · {{WLE-AD-ES\|IZHC-04001017}} · {{Object location dec\|42.01775\|3.11421\|region:ES-CT_type:waterbody_dim:750_source:cawiki}} · [[Categoria:Wetlands of Catalonia]]           |
| Estanyets de Pals                                        |                                                                                           | Ullals                                      | 4,72            | Pals (Baix Empordà) 41° 59′ 42″ N, 3° 09′ 43″ E / 41.9951°N,3.1619°E                                                    | IZHC-04001018 | {{ca\|Estanyets de Pals (Baix Empordà)}} · {{WLE-AD-ES\|IZHC-04001018}} · {{Object location dec\|41.9951\|3.1619\|region:ES-CT_type:waterbody_dim:400_source:cawiki}} · [[Categoria:Wetlands of Catalonia]]                   |
| Estany de la Vallmitjana                                 | Refugi de fauna salvatge                                                                  | Assuts, rescloses i d'altres                | 1,91            | Taradell (Osona) 41° 51′ 50″ N, 2° 17′ 43″ E / 41.8640°N,2.2953°E                                                       | IZHC-04002401 | {{ca\|Estany de la Vallmitjana (Taradell)}} · {{WLE-AD-ES\|IZHC-04002401}} · {{Object location dec\|41.8640\|2.2953\|region:ES-CT_type:waterbody_dim:300_source:cawiki}} · [[Categoria:Wetlands of Catalonia]]                |
| Bassa de les Salines                                     |                                                                                           | Rius i zones inundables                     | 0,28            | Sant Pere de Torelló (Osona) 42° 04′ 09″ N, 2° 21′ 31″ E / 42.06928°N,2.35863°E                                         | IZHC-04002402 | {{ca\|Bassa de les Salines (Sant Pere de Torelló)}} · {{WLE-AD-ES\|IZHC-04002402}} · {{Object location dec\|42.06928\|2.35863\|region:ES-CT_type:waterbody_dim:110_source:cawiki}} · [[Categoria:Wetlands of Catalonia]]      |
| Estany de Banyoles                                       | RAMSAR, ENP, ZEC                                                                          | Llacs i estanys càrstics                    | 176,09          | Banyoles, Porqueres (Pla de l'Estany) 42° 07′ 31″ N, 2° 45′ 18″ E / 42.1253°N,2.7549°E                                  | IZHC-04002801 | {{ca\|Estany de Banyoles (Pla de l'Estany)}} · {{WLE-AD-ES\|IZHC-04002801}} · {{Object location dec\|42.1253\|2.7549\|region:ES-CT_type:waterbody_dim:3600_source:cawiki}} · [[Categoria:Estany de Banyoles]]                 |
| Clot d'Espolla                                           | RAMSAR, ENP, ZEC                                                                          | Llacs i estanys càrstics                    | 4,85            | Fontcoberta, Porqueres (Pla de l'Estany) 42° 09′ 04″ N, 2° 46′ 03″ E / 42.1511°N,2.7674°E                               | IZHC-04002802 | {{ca\|Clot d'Espolla (Pla de l'Estany)}} · {{WLE-AD-ES\|IZHC-04002802}} · {{Object location dec\|42.1511\|2.7674\|region:ES-CT_type:waterbody_dim:580_source:cawiki}} · [[Categoria:Wetlands of Catalonia]]                   |
| L'Estanyell                                              |                                                                                           | Llacs i estanys càrstics                    | 1,56            | Camós, Porqueres (Pla de l'Estany) 42° 06′ 03″ N, 2° 44′ 58″ E / 42.1007°N,2.7494°E                                     | IZHC-04002803 | {{ca\|L'Estanyell (Pla de l'Estany)}} · {{WLE-AD-ES\|IZHC-04002803}} · {{Object location dec\|42.1007\|2.7494\|region:ES-CT_type:waterbody_dim:230_source:cawiki}} · [[Categoria:Wetlands of Catalonia]]                      |
| Pantà de Cal Gat o Plans del Guillot, de Guillot         | ZEC Riberes de l'Alt Ter                                                                  | Rius i zones inundables                     | 13,96           | Sant Joan de les Abadesses (Ripollès) 42° 13′ 20″ N, 2° 14′ 47″ E / 42.2223°N,2.2465°E                                  | IZHC-04003101 | {{ca\|Pantà de Cal Gat (Sant Joan de les Abadesses)}} · {{WLE-AD-ES\|IZHC-04003101}} · {{Object location dec\|42.2223\|2.2465\|region:ES-CT_type:waterbody_dim:1350_source:cawiki}} · [[Categoria:Wetlands of Catalonia]]     |
| Estany de Can Màxim                                      |                                                                                           | Graveres, argileres i similars              | 0,34            | Sant Joan de les Abadesses (Ripollès) 42° 15′ 02″ N, 2° 16′ 55″ E / 42.25046°N,2.28205°E                                | IZHC-04003102 | {{ca\|Estany de Can Màxim (Sant Joan de les Abadesses)}} · {{WLE-AD-ES\|IZHC-04003102}} · {{Object location dec\|42.25046\|2.28205\|region:ES-CT_type:waterbody_dim:150_source:cawiki}} · [[Categoria:Wetlands of Catalonia]] |
| Estany del Tarter                                        | ENP, ZEC Serra Cavallera                                                                  | Graveres, argileres i similars              | 0,19            | Pardines (Ripollès) 42° 17′ 25″ N, 2° 14′ 58″ E / 42.29037°N,2.24956°E                                                  | IZHC-04003103 | {{ca\|Estany del Tarter (Pardines)}} · {{WLE-AD-ES\|IZHC-04003103}} · {{Object location dec\|42.29037\|2.24956\|region:ES-CT_type:waterbody_dim:70_source:cawiki}} · [[Categoria:Wetlands of Catalonia]]                      |
| Bassa de la Serra de la Canya o del Torrent de la Molina |                                                                                           | Llacs i estanys (no càrstics)               | 0,73            | Camprodon (Ripollès) 42° 17′ 12″ N, 2° 19′ 26″ E / 42.28680°N,2.32387°E                                                 | IZHC-04003104 | {{ca\|Bassa de la Serra de la Canya (Camprodon)}} · {{WLE-AD-ES\|IZHC-04003104}} · {{Object location dec\|42.28680\|2.32387\|region:ES-CT_type:waterbody_dim:170_source:cawiki}} · [[Categoria:Wetlands of Catalonia]]        |
| Estany de la Font de Baix                                | ENP, ZEC Serra Cavallera                                                                  | Llacs i estanys (no càrstics)               | 1,79            | Pardines (Ripollès) 42° 17′ 55″ N, 2° 14′ 09″ E / 42.29858°N,2.23594°E                                                  | IZHC-04003105 | {{ca\|Estany de la Font de Baix (Pardines)}} · {{WLE-AD-ES\|IZHC-04003105}} · {{Object location dec\|42.29858\|2.23594\|region:ES-CT_type:waterbody_dim:300_source:cawiki}} · [[Categoria:Wetlands of Catalonia]]             |

## Rieres de la Costa Brava
| Nom                                               | Protecció                                                        | Tipologia                                | Superfície (ha) | Localització                                                                                   | Codi         | Imatge |
| ------------------------------------------------- | ---------------------------------------------------------------- | ---------------------------------------- | --------------- | ---------------------------------------------------------------------------------------------- | ------------ | --- |
| El Fangar de s'Arenassa                           | ENP, PNT, RNI, ZEC, ZEPA Cap de Creus PNIN Cap Gros-Cap de Creus | Desembocadures actuals de rius i rieres  | 13,12           | El Port de la Selva (Alt Empordà) 42° 19′ 17″ N, 3° 15′ 54″ E / 42.3213°N,3.2650°E             | IZHC-1000201 | {{ca\|El Fangar de s'Arenassa (el Port de la Selva)}} · {{WLE-AD-ES\|IZHC-1000201}} · {{Object location dec\|42.3213\|3.2650\|region:ES-CT_type:waterbody_dim:2000_source:cawiki}} · [[Categoria:Wetlands of Catalonia]]       |
| Bassa del sorral de Can Pomac                     | ENP, PNT, ZEC, ZEPA Cap de Creus                                 | Graveres, argileres i similars           | 1,65            | Roses (Alt Empordà) 42° 17′ 18″ N, 3° 11′ 39″ E / 42.2884°N,3.1941°E                           | IZHC-1000202 | {{ca\|Bassa del sorral de Can Pomac (Roses)}} · {{WLE-AD-ES\|IZHC-1000202}} · {{Object location dec\|42.2884\|3.1941\|region:ES-CT_type:waterbody_dim:300_source:cawiki}} · [[Categoria:Wetlands of Catalonia]]                |
| Estanyols del pla dels Estanyets                  | ENP, PNT, RNI, ZEC, ZEPA Cap de Creus PNIN Cap Gros-Cap de Creus | Aiguamolls i criptoaiguamolls            | 16,77           | Cadaqués (Alt Empordà) 42° 19′ 11″ N, 3° 18′ 05″ E / 42.3198°N,3.3015°E                        | IZHC-1000203 | {{ca\|Estanyols del pla dels Estanyets (Cadaqués)}} · {{WLE-AD-ES\|IZHC-1000203}} · {{Object location dec\|42.3198\|3.3015\|region:ES-CT_type:waterbody_dim:900_source:cawiki}} · [[Categoria:Wetlands of Catalonia]]          |
| Basseta de sa Planassa                            | ENP, PNT, ZEC, ZEPA Cap de Creus PNIN Cap de Norfeu              | Llacs i estanys (no càrstics)            | 0,13            | Cadaqués (Alt Empordà) 42° 15′ 51″ N, 3° 16′ 44″ E / 42.26420°N,3.27892°E                      | IZHC-1000204 | {{ca\|Basseta de sa Planassa (Cadaqués)}} · {{WLE-AD-ES\|IZHC-1000204}} · {{Object location dec\|42.26420\|3.27892\|region:ES-CT_type:waterbody_dim:50_source:cawiki}} · [[Categoria:Wetlands of Catalonia]]                   |
| Embassament de Mas Rabassers de Baix              | ENP, PNT, RNI, ZEC, ZEPA Cap de Creus PNIN Cap Gros-Cap de Creus | Assuts, rescloses i d'altres             | 1,27            | Cadaqués, El Port de la Selva (Alt Empordà) 42° 19′ 14″ N, 3° 17′ 08″ E / 42.32057°N,3.28559°E | IZHC-1000206 | {{ca\|Embassament de Mas Rabassers de Baix (Alt Empordà)}} · {{WLE-AD-ES\|IZHC-1000206}} · {{Object location dec\|42.32057\|3.28559\|region:ES-CT_type:waterbody_dim:300_source:cawiki}} · [[Categoria:Wetlands of Catalonia]] |
| Bassa de cap Gros                                 | ENP, PNT, ZEC, ZEPA Cap de Creus PNIN Cap Gros-Cap de Creus      | Llacs i estanys (no càrstics)            | 0,22            | El Port de la Selva (Alt Empordà) 42° 20′ 48″ N, 3° 13′ 57″ E / 42.34655°N,3.23247°E           | IZHC-1000207 | {{ca\|Bassa de cap Gros (el Port de la Selva)}} · {{WLE-AD-ES\|IZHC-1000207}} · {{Object location dec\|42.34655\|3.23247\|region:ES-CT_type:waterbody_dim:70_source:cawiki}} · [[Categoria:Wetlands of Catalonia]]             |
| Bassa del Dofí                                    |                                                                  | Zona humida restaurada o de nova creació | 0,54            | Castell-Platja d'Aro (Baix Empordà) 41° 48′ 33″ N, 3° 01′ 51″ E / 41.80909°N,3.03085°E         | IZHC-1001001 | {{ca\|Bassa del Dofí (Castell-Platja d'Aro)}} · {{WLE-AD-ES\|IZHC-1001001}} · {{Object location dec\|41.80909\|3.03085\|region:ES-CT_type:waterbody_dim:130_source:cawiki}} · [[Categoria:Wetlands of Catalonia]]              |
| Platja Castell, o llacuna de la platja de Castell | ENP Castell-Cap Roig ZEC, ZEPA Litoral del Baix Empordà          | Llacunes litorals i aiguamolls           | 3,35            | Palamós (Baix Empordà) 41° 51′ 55″ N, 3° 09′ 17″ E / 41.86528°N,3.15461°E                      | IZHC-1001002 | {{ca\|Platja de Castell (Palamós)}} · {{WLE-AD-ES\|IZHC-1001002}} · {{Object location dec\|41.86528\|3.15461\|region:ES-CT_type:waterbody_dim:600_source:cawiki}} · [[Categoria:Wetlands of Catalonia]]                        |
| Rec del Portaló                                   | ENP, PNT, RNI, ZEC, ZEPA Cap de Creus PNIN Cap Gros-Cap de Creus | Aiguamolls i criptoaiguamolls            | 1,63            | El Port de la Selva (Alt Empordà) 42° 19′ 26″ N, 3° 16′ 56″ E / 42.32388°N,3.28211°E           | IZHC-1000205 | {{ca\|Rec del Portaló (el Port de la Selva)}} · {{WLE-AD-ES\|IZHC-1000205}} · {{Object location dec\|42.32388\|3.28211\|region:ES-CT_type:waterbody_dim:500_source:cawiki}} · [[Categoria:Wetlands of Catalonia]]              |

## La Tordera
| Nom                                                   | Protecció                                           | Tipologia                                | Superfície (ha) | Localització                                                                                            | Codi          | Imatge |
| ----------------------------------------------------- | --------------------------------------------------- | ---------------------------------------- | --------------- | --- | ------------- | --- |
| Braç esquerre de l'illa del Tordera                   | ENP Estanys de Tordera ZEC Riu i Estanys de Tordera | Rius i zones inundables                  | 20,19           | Tordera (Maresme) 41° 42′ 28″ N, 2° 42′ 31″ E / 41.7077°N,2.7085°E                                      | IZHC-05002101 | {{ca\|Braç esquerre de l'illa del Tordera (Tordera)}} · {{WLE-AD-ES\|IZHC-05002101}} · {{Object location dec\|41.7077\|2.7085\|region:ES-CT_type:waterbody_dim:1500_source:cawiki}} · [[Categoria:Wetlands of Catalonia]] |
| Estany de Can Raba o de Can Rave                      | ENP Estanys de Tordera ZEC Riu i Estanys de Tordera | Llacs i estanys (no càrstics)            | 4,33            | Tordera (Maresme) 41° 42′ 35″ N, 2° 43′ 20″ E / 41.7096°N,2.7223°E                                      | IZHC-05002102 | {{ca\|Estany de Can Raba (Tordera)}} · {{WLE-AD-ES\|IZHC-05002102}} · {{Object location dec\|41.7096\|2.7223\|region:ES-CT_type:waterbody_dim:400_source:cawiki}} · [[Categoria:Wetlands of Catalonia]]                   |
| Estany de Can Torrent                                 | ENP Estanys de Tordera ZEC Riu i Estanys de Tordera | Llacs i estanys (no càrstics)            | 6,38            | Tordera (Maresme) 41° 42′ 00″ N, 2° 42′ 10″ E / 41.7001°N,2.7027°E                                      | IZHC-05002103 | {{ca\|Estany de Can Torrent (Tordera)}} · {{WLE-AD-ES\|IZHC-05002103}} · {{Object location dec\|41.7001\|2.7027\|region:ES-CT_type:waterbody_dim:500_source:cawiki}} · [[Categoria:Wetlands of Catalonia]]                |
| Estany de la Júlia                                    | ENP Estanys de Tordera ZEC Riu i Estanys de Tordera | Llacs i estanys (no càrstics)            | 1,09            | Tordera (Maresme) 41° 43′ 15″ N, 2° 42′ 06″ E / 41.72070°N,2.70167°E                                    | IZHC-05002104 | {{ca\|Estany de la Júlia (Tordera)}} · {{WLE-AD-ES\|IZHC-05002104}} · {{Object location dec\|41.72070\|2.70167\|region:ES-CT_type:waterbody_dim:250_source:cawiki}} · [[Categoria:Wetlands of Catalonia]]                 |
| Prats d'en Gai                                        | ENP Estanys de Tordera ZEC Riu i Estanys de Tordera | Aiguamolls i criptoaiguamolls            | 14,86           | Tordera (Maresme) 41° 41′ 36″ N, 2° 44′ 57″ E / 41.6932°N,2.7491°E                                      | IZHC-05002105 | {{ca\|Prats d'en Gai (Tordera)}} · {{WLE-AD-ES\|IZHC-05002105}} · {{Object location dec\|41.6932\|2.7491\|region:ES-CT_type:waterbody_dim:800_source:cawiki}} · [[Categoria:Wetlands of Catalonia]]                       |
| Roureda de Tordera                                    | ENP ZEC Riu i Estanys de Tordera                    | Aiguamolls i criptoaiguamolls            | 18,20           | Tordera (Maresme) 41° 42′ 48″ N, 2° 43′ 10″ E / 41.7134°N,2.7195°E                                      | IZHC-05002106 | {{ca\|Roureda de Tordera (Tordera)}} · {{WLE-AD-ES\|IZHC-05002106}} · {{Object location dec\|41.7134\|2.7195\|region:ES-CT_type:waterbody_dim:1200_source:cawiki}} · [[Categoria:Wetlands of Catalonia]]                  |
| Bosc de Mas Julià                                     |                                                     | Aiguamolls i criptoaiguamolls            | 1,85            | Tordera (Maresme) 41° 43′ 47″ N, 2° 42′ 40″ E / 41.7296°N,2.7110°E                                      | IZHC-05002107 | {{ca\|Bosc de Mas Julià (Tordera)}} · {{WLE-AD-ES\|IZHC-05002107}} · {{Object location dec\|41.7296\|2.7110\|region:ES-CT_type:waterbody_dim:300_source:cawiki}} · [[Categoria:Wetlands of Catalonia]]                    |
| Gorg del molí d'en Puigverd                           |                                                     | Llacs i estanys (no càrstics)            | 3,20            | Tordera (Maresme) 41° 41′ 07″ N, 2° 44′ 35″ E / 41.6852°N,2.7430°E                                      | IZHC-05002109 | {{ca\|Gorg del molí d'en Puigverd (Tordera)}} · {{WLE-AD-ES\|IZHC-05002109}} · {{Object location dec\|41.6852\|2.7430\|region:ES-CT_type:waterbody_dim:350_source:cawiki}} · [[Categoria:Wetlands of Catalonia]]          |
| Antiga gravera de Palafolls                           | ZEC Riu i Estanys de Tordera                        | Llacuna de depuració                     | 4,53            | Palafolls, Tordera (Maresme) 41° 41′ 21″ N, 2° 44′ 33″ E / 41.6893°N,2.7424°E                           | IZHC-05002110 | {{ca\|Antiga gravera de Palafolls (Maresme)}} · {{WLE-AD-ES\|IZHC-05002110}} · {{Object location dec\|41.6893\|2.7424\|region:ES-CT_type:waterbody_dim:540_source:cawiki}} · [[Categoria:Wetlands of Catalonia]]          |
| Desembocadura del riu Tordera                         | ZEC Riu i Estanys de Tordera                        | Desembocadures actuals de rius i rieres  | 13,94           | Blanes, Malgrat de Mar (Selva, Maresme) 41° 39′ 09″ N, 2° 46′ 35″ E / 41.6524°N,2.7765°E                | IZHC-05003401 | {{ca\|Desembocadura del riu Tordera}} · {{WLE-AD-ES\|IZHC-05003401}} · {{Object location dec\|41.6524\|2.7765\|region:ES-CT_type:waterbody_dim:850_source:cawiki}} · [[Categoria:Tordera river]]                          |
| Estany de Sils                                        | ENP ZEC, ZEPA Estany de Sils-Riera de Santa Coloma  | Llacs i estanys (no càrstics)            | 375,26          | Caldes de Malavella, Maçanet de la Selva, Sils (Selva) 41° 49′ 22″ N, 2° 44′ 42″ E / 41.8228°N,2.7451°E | IZHC-05003402 | {{ca\|Estany de Sils (Selva)}} · {{WLE-AD-ES\|IZHC-05003402}} · {{Object location dec\|41.8228\|2.7451\|region:ES-CT_type:waterbody_dim:8000_source:cawiki}} · [[Categoria:Estany de Sils]]                               |
| Prats de Sant Sebastià                                | ZEC, ZEPA Estany de Sils-Riera de Santa Coloma      | Aiguamolls i criptoaiguamolls            | 14,46           | Caldes de Malavella (Selva) 41° 49′ 49″ N, 2° 47′ 10″ E / 41.8303°N,2.7862°E                            | IZHC-05003403 | {{ca\|Prats de Sant Sebastià (Caldes de Malavella)}} · {{WLE-AD-ES\|IZHC-05003403}} · {{Object location dec\|41.8303\|2.7862\|region:ES-CT_type:waterbody_dim:1300_source:cawiki}} · [[Categoria:Wetlands of Catalonia]]  |
| Estany de Bancells                                    |                                                     | Aiguamolls i criptoaiguamolls            | 6,35            | Maçanet de la Selva (Selva) 41° 44′ 47″ N, 2° 41′ 53″ E / 41.7465°N,2.6981°E                            | IZHC-05003404 | {{ca\|Estany de Bancells (Maçanet de la Selva)}} · {{WLE-AD-ES\|IZHC-05003404}} · {{Object location dec\|41.7465\|2.6981\|region:ES-CT_type:waterbody_dim:550_source:cawiki}} · [[Categoria:Wetlands of Catalonia]]       |
| Estany de Mas Mateu                                   |                                                     | Aiguamolls i criptoaiguamolls            | 0,24            | Fogars de la Selva (Selva) 41° 43′ 56″ N, 2° 42′ 06″ E / 41.73227°N,2.70157°E                           | IZHC-05003405 | {{ca\|Estany de Mas Mateu (Fogars de la Selva)}} · {{WLE-AD-ES\|IZHC-05003405}} · {{Object location dec\|41.73227\|2.70157\|region:ES-CT_type:waterbody_dim:90_source:cawiki}} · [[Categoria:Wetlands of Catalonia]]      |
| Basses de Can Conill                                  |                                                     | Llacs i estanys (no càrstics)            | 1,39            | Fogars de la Selva (Selva) 41° 50′ 02″ N, 2° 40′ 24″ E / 41.8339°N,2.6732°E                             | IZHC-05003406 | {{ca\|Basses de Can Conill (Fogars de la Selva)}} · {{WLE-AD-ES\|IZHC-05003406}} · {{Object location dec\|41.8339\|2.6732\|region:ES-CT_type:waterbody_dim:250_source:cawiki}} · [[Categoria:Wetlands of Catalonia]]      |
| Basses del Mas Vern, o Prats del Mas Vern, de Masvern |                                                     | Llacs i estanys (no càrstics)            | 1,66            | Riudarenes (Selva) 41° 48′ 39″ N, 2° 42′ 31″ E / 41.8107°N,2.7086°E                                     | IZHC-05003407 | {{ca\|Basses del Mas Vern (Riudarenes)}} · {{WLE-AD-ES\|IZHC-05003407}} · {{Object location dec\|41.8107\|2.7086\|region:ES-CT_type:waterbody_dim:300_source:cawiki}} · [[Categoria:Wetlands of Catalonia]]               |
| Bassa de Can Calçada                                  |                                                     | Llacs i estanys (no càrstics)            | 1,32            | Riudarenes (Selva) 41° 49′ 07″ N, 2° 42′ 05″ E / 41.8186°N,2.7015°E                                     | IZHC-05003408 | {{ca\|Basses del Mas Vern (Riudarenes)}} · {{WLE-AD-ES\|IZHC-05003408}} · {{Object location dec\|41.8186\|2.7015\|region:ES-CT_type:waterbody_dim:230_source:cawiki}} · [[Categoria:Wetlands of Catalonia]]               |
| La Camparra, o Freixeneda de la Camparra              |                                                     | Aiguamolls i criptoaiguamolls            | 4,32            | Riudarenes (Selva) 41° 49′ 12″ N, 2° 43′ 28″ E / 41.81992°N,2.72452°E                                   | IZHC-05003409 | {{ca\|La Camparra (Riudarenes)}} · {{WLE-AD-ES\|IZHC-05003409}} · {{Object location dec\|41.81992\|2.72452\|region:ES-CT_type:waterbody_dim:600_source:cawiki}} · [[Categoria:Wetlands of Catalonia]]                     |
| Basses de Can Barrot                                  |                                                     | Bassa agrícola                           | 4,87            | Riudarenes (Selva) 41° 50′ 12″ N, 2° 40′ 55″ E / 41.8368°N,2.6820°E                                     | IZHC-05003410 | {{ca\|Basses de Can Barrot (Riudarenes)}} · {{WLE-AD-ES\|IZHC-05003410}} · {{Object location dec\|41.8368\|2.6820\|region:ES-CT_type:waterbody_dim:450_source:cawiki}} · [[Categoria:Wetlands of Catalonia]]              |
| Basses del turó d'en Bolous                           |                                                     | Graveres, argileres i similars           | 3,70            | Riudarenes (Selva) 41° 49′ 30″ N, 2° 41′ 20″ E / 41.8251°N,2.6889°E                                     | IZHC-05003412 | {{ca\|Basses del turó d'en Bolous (Riudarenes)}} · {{WLE-AD-ES\|IZHC-05003412}} · {{Object location dec\|41.8251\|2.6889\|region:ES-CT_type:waterbody_dim:330_source:cawiki}} · [[Categoria:Wetlands of Catalonia]]       |
| Basses de Camp Batalla                                |                                                     | Graveres, argileres i similars           | 8,11            | Riudarenes (Selva) 41° 49′ 29″ N, 2° 40′ 53″ E / 41.8247°N,2.6815°E                                     | IZHC-05003413 | {{ca\|Basses de Camp Batalla (Riudarenes)}} · {{WLE-AD-ES\|IZHC-05003413}} · {{Object location dec\|41.8247\|2.6815\|region:ES-CT_type:waterbody_dim:550_source:cawiki}} · [[Categoria:Wetlands of Catalonia]]            |
| Bassa de la riera de l'Esparra                        |                                                     | Bassa agrícola                           | 0,63            | Riudarenes (Selva) 41° 48′ 32″ N, 2° 40′ 32″ E / 41.80890°N,2.67564°E                                   | IZHC-05003414 | {{ca\|Bassa de la riera de l'Esparra (Riudarenes)}} · {{WLE-AD-ES\|IZHC-05003414}} · {{Object location dec\|41.80890\|2.67564\|region:ES-CT_type:waterbody_dim:150_source:cawiki}} · [[Categoria:Wetlands of Catalonia]]  |
| Basses de la pedrera de Mas Vern                      |                                                     | Graveres, argileres i similars           | 0,72            | Riudarenes (Selva) 41° 48′ 53″ N, 2° 42′ 46″ E / 41.8146°N,2.7128°E                                     | IZHC-05003415 | {{ca\|Basses de la pedrera de Mas Vern (Riudarenes)}} · {{WLE-AD-ES\|IZHC-05003415}} · {{Object location dec\|41.8146\|2.7128\|region:ES-CT_type:waterbody_dim:150_source:cawiki}} · [[Categoria:Wetlands of Catalonia]]  |
| L'Esplet                                              |                                                     | Zona humida restaurada o de nova creació | 1,39            | Riudarenes (Selva) 41° 49′ 44″ N, 2° 43′ 04″ E / 41.8290°N,2.7179°E                                     | IZHC-05003416 | {{ca\|L'Esplet (Riudarenes)}} · {{WLE-AD-ES\|IZHC-05003416}} · {{Object location dec\|41.8290\|2.7179\|region:ES-CT_type:waterbody_dim:200_source:cawiki}} · [[Categoria:Wetlands of Catalonia]]                          |
| Bassa de Can Prats                                    |                                                     | Bassa agrícola                           | 1,02            | Riudarenes (Selva) 41° 49′ 56″ N, 2° 42′ 53″ E / 41.83232°N,2.71471°E                                   | IZHC-05003417 | {{ca\|Bassa de Can Prats (Riudarenes)}} · {{WLE-AD-ES\|IZHC-05003417}} · {{Object location dec\|41.83232\|2.71471\|region:ES-CT_type:waterbody_dim:200_source:cawiki}} · [[Categoria:Wetlands of Catalonia]]              |
| Les Llobateres                                        |                                                     | Graveres, argileres i similars           | 8,21            | Sant Celoni (Vallès Oriental) 41° 43′ 38″ N, 2° 35′ 43″ E / 41.7272°N,2.5954°E                          | IZHC-05004101 | {{ca\|Les Llobateres (Sant Celoni)}} · {{WLE-AD-ES\|IZHC-05004101}} · {{Object location dec\|41.7272\|2.5954\|region:ES-CT_type:waterbody_dim:550_source:cawiki}} · [[Categoria:Les Llobateres]]                          |

## El Besòs
| Nom                     | Protecció                    | Tipologia                                | Superfície (ha) | Localització                                                                                 | Codi          | Imatge |
| ----------------------- | ---------------------------- | ---------------------------------------- | --------------- | -------------------------------------------------------------------------------------------- | ------------- | --- |
| Pantà de Can Borrell    | ENP, ZEC Serra de Collserola | Assuts, rescloses i d'altres             | 0,24            | Sant Cugat del Vallès (Vallès Occidental) 41° 27′ 05″ N, 2° 06′ 40″ E / 41.45134°N,2.11120°E | IZHC-06004001 | {{ca\|Pantà de Can Borrell (Sant Cugat del Vallès)}} · {{WLE-AD-ES\|IZHC-06004001}} · {{Object location dec\|41.45134\|2.11120\|region:ES-CT_type:waterbody_dim:100_source:cawiki}} · [[Categoria:Pantà de Can Borrell]]                       |
| Llacunes de Mas Duran   |                              | Graveres, argileres i similars           | 0,65            | Montcada i Reixac (Vallès Occidental) 41° 29′ 46″ N, 2° 10′ 34″ E / 41.49605°N,2.17624°E     | IZHC-06004002 | {{ca\|Llacunes de Mas Duran (Montcada i Reixac)}} · {{WLE-AD-ES\|IZHC-06004002}} · {{Object location dec\|41.49605\|2.17624\|region:ES-CT_type:waterbody_dim:100_source:cawiki}} · [[Categoria:Llacunes del Mas Duran]]                        |
| Gravera d'en Segur      |                              | Graveres, argileres i similars           | 2,45            | La Roca del Vallès (Vallès Oriental) 41° 35′ 42″ N, 2° 20′ 05″ E / 41.594957°N,2.334727°E    | IZHC-06004101 | {{ca\|Gravera d'en Segur (la Roca del Vallès)}} · {{WLE-AD-ES\|IZHC-06004101}} · {{Object location dec\|41.594957\|2.334727\|region:ES-CT_type:waterbody_dim:150_source:cawiki}} · [[Categoria:Wetlands of Catalonia]]                         |
| Aiguamolls de Can Salvi |                              | Zona humida restaurada o de nova creació | 1,31            | Mollet del Vallès (Vallès Oriental) 41° 33′ 35″ N, 2° 11′ 51″ E / 41.55963°N,2.19744°E       | IZHC-06004102 | {{ca\|Aiguamolls de Can Salvi (Mollet del Vallès)}} · {{WLE-AD-ES\|IZHC-06004102}} · {{Object location dec\|41.55963\|2.19744\|region:ES-CT_type:waterbody_dim:100_source:cawiki}} · [[Categoria:Aiguamolls de Can Salvi (Mollet del Vallès)]] |
| Sargar de la Roca       |                              | Graveres, argileres i similars           | 4,89            | La Roca del Vallès (Vallès Oriental) 41° 34′ 32″ N, 2° 18′ 47″ E / 41.5755°N,2.3131°E        | IZHC-06004103 | {{ca\|Sargar de la Roca (la Roca del Vallès)}} · {{WLE-AD-ES\|IZHC-06004103}} · {{Object location dec\|41.5755\|2.3131\|region:ES-CT_type:waterbody_dim:400_source:cawiki}} · [[Categoria:Wetlands of Catalonia]]                              |
| Bassa de Can Dunyó      |                              | Zona humida restaurada o de nova creació | 3,14            | Lliçà d'Amunt (Vallès Oriental) 41° 35′ 55″ N, 2° 14′ 42″ E / 41.59850°N,2.24499°E           | IZHC-06004104 | {{ca\|Bassa de Can Dunyó (Lliçà d'Amunt)}} · {{WLE-AD-ES\|IZHC-06004104}} · {{Object location dec\|41.59850\|2.24499\|region:ES-CT_type:waterbody_dim:360_source:cawiki}} · [[Categoria:Wetlands of Catalonia]]                                |

## El Llobregat
| Nom                                                   | Protecció                                                                       | Tipologia                                   | Superfície (ha) | Localització | Codi          | Imatge |
| ----------------------------------------------------- | ------------------------------------------------------------------------------- | ------------------------------------------- | --------------- | --- | ------------- | --- |
| Llac de Can Codorniu, llacuna o bassa de Can Codorniu |                                                                                 | Assuts, rescloses i d'altres                | 5,25            | Sant Sadurní d'Anoia (Alt Penedès) 41° 26′ 08″ N, 1° 47′ 14″ E / 41.4356°N,1.7872°E                                     | IZHC-08000301 | {{ca\|Llac de Can Codorniu (Sant Sadurní d'Anoia)}} · {{WLE-AD-ES\|IZHC-08000301}} · {{Object location dec\|41.4356\|1.7872\|region:ES-CT_type:waterbody_dim:700_source:cawiki}} · [[Categoria:Llac de Can Codorniu]]                         |
| El Gorg Salat                                         |                                                                                 | Rius i zones inundables                     | 4,04            | Copons, Jorba (Anoia) 41° 37′ 11″ N, 1° 31′ 36″ E / 41.61978°N,1.52677°E                                                | IZHC-08000601 | {{ca\|El Gorg Salat (Anoia)}} · {{WLE-AD-ES\|IZHC-08000601}} · {{Object location dec\|41.61978\|1.52677\|region:ES-CT_type:waterbody_dim:580_source:cawiki}} · [[Categoria:Wetlands of Catalonia]]                                            |
| Meandre de Castellbell i el Vilar                     |                                                                                 | Meandres                                    | 27,88           | Castellbell i el Vilar (Bages) 41° 38′ 29″ N, 1° 52′ 02″ E / 41.6413°N,1.8671°E                                         | IZHC-08000701 | {{ca\|Meandre de Castellbell i el Vilar}} · {{WLE-AD-ES\|IZHC-08000701}} · {{Object location dec\|41.6413\|1.8671\|region:ES-CT_type:waterbody_dim:1150_source:cawiki}} · [[Categoria:Wetlands of Catalonia]]                                 |
| Resclosa de la Séquia de Manresa                      |                                                                                 | Rius i zones inundables                     | 9,79            | Balsareny (Bages) 41° 52′ 17″ N, 1° 53′ 06″ E / 41.8714°N,1.8849°E                                                      | IZHC-08000702 | {{ca\|Resclosa de la Séquia de Manresa (Balsareny)}} · {{WLE-AD-ES\|IZHC-08000702}} · {{Object location dec\|41.8714\|1.8849\|region:ES-CT_type:waterbody_dim:1000_source:cawiki}} · [[Categoria:Wetlands of Catalonia]]                      |
| Embassament d'Argençola                               |                                                                                 | Assuts, rescloses i d'altres                | 2,40            | Castellnou de Bages (Bages) 41° 51′ 34″ N, 1° 47′ 49″ E / 41.85954°N,1.79686°E                                          | IZHC-08000703 | {{ca\|Embassament d'Argençola (Castellnou de Bages)}} · {{WLE-AD-ES\|IZHC-08000703}} · {{Object location dec\|41.85954\|1.79686\|region:ES-CT_type:waterbody_dim:550_source:cawiki}} · [[Categoria:Wetlands of Catalonia]]                    |
| Aiguamoll de la Bòbila de Santpedor                   |                                                                                 | Graveres, argileres i similars              | 7,47            | Santpedor (Bages) 41° 46′ 38″ N, 1° 50′ 27″ E / 41.7771°N,1.8408°E                                                      | IZHC-08000704 | {{ca\|Aiguamoll de la Bòbila de Santpedor}} · {{WLE-AD-ES\|IZHC-08000704}} · {{Object location dec\|41.7771\|1.8408\|region:ES-CT_type:waterbody_dim:450_source:cawiki}} · [[Categoria:Aiguamoll de la Bòbila]]                               |
| La Corbatera                                          |                                                                                 | Aiguabarreigs                               | 96,41           | Artés, Calders, Navarcles, Sallent (Bages) 41° 47′ 09″ N, 1° 54′ 21″ E / 41.7859°N,1.9059°E                             | IZHC-08000705 | {{ca\|La Corbatera (Bages)}} · {{WLE-AD-ES\|IZHC-08000705}} · {{Object location dec\|41.7859\|1.9059\|region:ES-CT_type:waterbody_dim:2800_source:cawiki}} · [[Categoria:Wetlands of Catalonia]]                                              |
| Pla de Reguant                                        | Pla especial Pla de Reguant i Pla de les Hortes ENP, ZEC Serra de Castelltallat | Rius i zones inundables                     | 23,06           | Súria (Bages) 41° 49′ 13″ N, 1° 45′ 26″ E / 41.8204°N,1.7571°E                                                          | IZHC-08000706 | {{ca\|Pla de Reguant (Súria)}} · {{WLE-AD-ES\|IZHC-08000706}} · {{Object location dec\|41.8204\|1.7571\|region:ES-CT_type:waterbody_dim:900_source:cawiki}} · [[Categoria:Wetlands of Catalonia]]                                             |
| Estany de l'Estany                                    |                                                                                 | Llacs i estanys (no càrstics)               | 7,50            | L'Estany (Bages) 41° 51′ 55″ N, 2° 06′ 50″ E / 41.8653°N,2.1139°E                                                       | IZHC-08000707 | {{ca\|Estany de l'Estany}} · {{WLE-AD-ES\|IZHC-08000707}} · {{Object location dec\|41.8653\|2.1139\|region:ES-CT_type:waterbody_dim:400_source:cawiki}} · [[Categoria:Wetlands of Catalonia]]                                                 |
| Bassa de Can Cardús                                   |                                                                                 | Graveres, argileres i similars              | 0,26            | Esparreguera (Baix Llobregat) 41° 32′ 17″ N, 1° 50′ 05″ E / 41.53806°N,1.83460°E                                        | IZHC-08001101 | {{ca\|Bassa de Can Cardús (Esparreguera)}} · {{WLE-AD-ES\|IZHC-08001101}} · {{Object location dec\|41.53806\|1.83460\|region:ES-CT_type:waterbody_dim:80_source:cawiki}} · [[Categoria:Wetlands of Catalonia]]                                |
| Estany de la Murtra                                   | ENP, ZEC, ZEPA Delta del Llobregat                                              | Llacunes litorals i aiguamolls              | 22,35           | Gavà, Viladecans (Baix Llobregat) 41° 16′ 39″ N, 2° 02′ 20″ E / 41.2775°N,2.0388°E                                      | IZHC-08001102 | {{ca\|Estany de la Murtra (Baix Llobregat)}} · {{WLE-AD-ES\|IZHC-08001102}} · {{Object location dec\|41.2775\|2.0388\|region:ES-CT_type:waterbody_dim:1500_source:cawiki}} · [[Categoria:Estany de la Murtra]]                                |
| Riera de Sant Climent                                 | ENP, ZEC, ZEPA Delta del Llobregat Zona perifèrica RNP Remolar-Filipines        | Desembocadures actuals de rius i rieres     | 27,68           | Viladecans (Baix Llobregat) 41° 16′ 51″ N, 2° 03′ 27″ E / 41.2808°N,2.0576°E                                            | IZHC-08001103 | {{ca\|Riera de Sant Climent (Viladecans)}} · {{WLE-AD-ES\|IZHC-08001103}} · {{Object location dec\|41.2808\|2.0576\|region:ES-CT_type:waterbody_dim:1900_source:cawiki}} · [[Categoria:Wetlands of Catalonia]]                                |
| El Remolar-Filipines o Pas de les Vaques              | RNP Remolar-Filipines ENP, ZEC, ZEPA Delta del Llobregat                        | Desembocadures històriques de rius i rieres | 123,85          | El Prat de Llobregat, Sant Boi de Llobregat, Viladecans (Baix Llobregat) 41° 17′ 02″ N, 2° 03′ 54″ E / 41.284°N,2.065°E | IZHC-08001104 | {{ca\|El Remolar-Filipines (Baix Llobregat)}} · {{WLE-AD-ES\|IZHC-08001104}} · {{Object location dec\|41.284\|2.065\|region:ES-CT_type:waterbody_dim:2500_source:cawiki}} · [[Categoria:El Remolar - Filipines i la platja de Viladecans]]    |
| Ca l'Arana i Cal Tet                                  | RNP La Ricarda-Ca l'Arana ENP, ZEC, ZEPA Delta del Llobregat                    | Llacunes litorals i aiguamolls              | 130,21          | El Prat de Llobregat (Baix Llobregat) 41° 18′ 16″ N, 2° 07′ 28″ E / 41.3044°N,2.1245°E                                  | IZHC-08001105 | {{ca\|Ca l'Arana i Cal Tet (el Prat de Llobregat)}} · {{WLE-AD-ES\|IZHC-08001105}} · {{Object location dec\|41.3044\|2.1245\|region:ES-CT_type:waterbody_dim:2100_source:cawiki}} · [[Categoria:La Ricarda-Ca l'Arana]]                       |
| Bassa del Prat de Llobregat                           |                                                                                 | Graveres, argileres i similars              | 2,89            | El Prat de Llobregat (Baix Llobregat) 41° 19′ 59″ N, 2° 05′ 06″ E / 41.3331°N,2.0850°E                                  | IZHC-08001106 | {{ca\|Bassa del Prat de Llobregat}} · {{WLE-AD-ES\|IZHC-08001106}} · {{Object location dec\|41.3331\|2.0850\|region:ES-CT_type:waterbody_dim:350_source:cawiki}} · [[Categoria:Bassa del Prat de Llobregat]]                                  |
| Els Reguerons                                         | ZEC, ZEPA Delta del Llobregat                                                   | Aiguamolls i criptoaiguamolls               | 28,71           | Viladecans (Baix Llobregat) 41° 17′ 23″ N, 2° 02′ 17″ E / 41.2897°N,2.0381°E                                            | IZHC-08001107 | {{ca\|Els Reguerons (Viladecans)}} · {{WLE-AD-ES\|IZHC-08001107}} · {{Object location dec\|41.2897\|2.0381\|region:ES-CT_type:waterbody_dim:950_source:cawiki}} · [[Categoria:Wetlands of Catalonia]]                                         |
| Filipines Nord o Can Sabadell                         | ZEC, ZEPA Delta del Llobregat                                                   | Aiguamolls i criptoaiguamolls               | 20,29           | Viladecans (Baix Llobregat) 41° 17′ 27″ N, 2° 02′ 56″ E / 41.2908°N,2.0490°E                                            | IZHC-08001108 | {{ca\|Filipines Nord (Viladecans)}} · {{WLE-AD-ES\|IZHC-08001108}} · {{Object location dec\|41.2908\|2.0490\|region:ES-CT_type:waterbody_dim:900_source:cawiki}} · [[Categoria:Aiguamolls de Can Sabadell]]                                   |
| Aiguamolls de Molins de Rei                           |                                                                                 | Zona humida restaurada o de nova creació    | 11,33           | Molins de Rei (Baix Llobregat) 41° 23′ 53″ N, 2° 01′ 14″ E / 41.3981°N,2.0206°E                                         | IZHC-08001109 | {{ca\|Aiguamolls de Molins de Rei}} · {{WLE-AD-ES\|IZHC-08001109}} · {{Object location dec\|41.3981\|2.0206\|region:ES-CT_type:waterbody_dim:850_source:cawiki}} · [[Categoria:Aiguamolls de Molins de Rei]]                                  |
| Llacunes de Can Dimoni                                | ZEC, ZEPA Delta del Llobregat                                                   | Graveres, argileres i similars              | 4,90            | Sant Boi de Llobregat, Viladecans (Baix Llobregat) 41° 18′ 30″ N, 2° 02′ 51″ E / 41.308261°N,2.047635°E                 | IZHC-08001110 | {{ca\|Llacunes de Can Dimoni (Baix Llobregat)}} · {{WLE-AD-ES\|IZHC-08001110}} · {{Object location dec\|41.308261\|2.047635\|region:ES-CT_type:waterbody_dim:600_source:cawiki}} · [[Categoria:Les basses de Can Dimoni]]                     |
| Estany de la Ricarda-Estany de la Magarola            | RNP la Ricarda-Ca l'Arana ENP, ZEC, ZEPA Delta del Llobregat                    | Llacunes litorals i aiguamolls              | 76,18           | El Prat de Llobregat (Baix Llobregat) 41° 17′ 45″ N, 2° 06′ 46″ E / 41.2958°N,2.1129°E                                  | IZHC-08001111 | {{ca\|Estany de la Ricarda-Estany de la Magarola (el Prat de Llobregat)}} · {{WLE-AD-ES\|IZHC-08001111}} · {{Object location dec\|41.2958\|2.1129\|region:ES-CT_type:waterbody_dim:1800_source:cawiki}} · [[Categoria:La Ricarda-Ca l'Arana]] |
| Maresmes de Can Camins                                |                                                                                 | Zones dunars amb influència intermareal     | 2,43            | El Prat de Llobregat (Baix Llobregat) 41° 17′ 08″ N, 2° 05′ 55″ E / 41.2855°N,2.0985°E                                  | IZHC-08001112 | {{ca\|Maresmes de Can Camins (el Prat de Llobregat)}} · {{WLE-AD-ES\|IZHC-08001112}} · {{Object location dec\|41.2855\|2.0985\|region:ES-CT_type:waterbody_dim:450_source:cawiki}} · [[Categoria:Maresmes de Can Camins]]                     |
| Jonqueres de la rerapineda de Gavà I                  | ZEC, ZEPA Delta del Llobregat                                                   | Aiguamolls i criptoaiguamolls               | 8,61            | Gavà (Baix Llobregat) 41° 16′ 25″ N, 2° 01′ 37″ E / 41.2736°N,2.0270°E                                                  | IZHC-08001113 | {{ca\|Jonqueres de la rerapineda de Gavà I}} · {{WLE-AD-ES\|IZHC-08001113}} · {{Object location dec\|41.2736\|2.0270\|region:ES-CT_type:waterbody_dim:630_source:cawiki}} · [[Categoria:Les Malloles]]                                        |
| Jonqueres de la rerapineda de Gavà II                 |                                                                                 | Aiguamolls i criptoaiguamolls               | 6,79            | Gavà (Baix Llobregat) 41° 16′ 24″ N, 2° 00′ 51″ E / 41.2732°N,2.0142°E                                                  | IZHC-08001114 | {{ca\|Jonqueres de la rerapineda de Gavà II}} · {{WLE-AD-ES\|IZHC-08001114}} · {{Object location dec\|41.2732\|2.0142\|region:ES-CT_type:waterbody_dim:500_source:cawiki}} · [[Categoria:Jonqueres de la rerapineda de Gavà]]                 |
| Jonqueres de la rerapineda de Gavà III                |                                                                                 | Aiguamolls i criptoaiguamolls               | 11,06           | Gavà (Baix Llobregat) 41° 16′ 22″ N, 2° 00′ 27″ E / 41.2728°N,2.0074°E                                                  | IZHC-08001115 | {{ca\|Jonqueres de la rerapineda de Gavà III}} · {{WLE-AD-ES\|IZHC-08001115}} · {{Object location dec\|41.2728\|2.0074\|region:ES-CT_type:waterbody_dim:770_source:cawiki}} · [[Categoria:Jonqueres de la rerapineda de Gavà]]                |
| Jonqueres de la rerapineda de Gavà IV                 |                                                                                 | Aiguamolls i criptoaiguamolls               | 5,54            | Gavà (Baix Llobregat) 41° 16′ 26″ N, 2° 00′ 04″ E / 41.2740°N,2.0011°E                                                  | IZHC-08001116 | {{ca\|Jonqueres de la rerapineda de Gavà IV}} · {{WLE-AD-ES\|IZHC-08001116}} · {{Object location dec\|41.2740\|2.0011\|region:ES-CT_type:waterbody_dim:530_source:cawiki}} · [[Categoria:Jonqueres de la rerapineda de Gavà]]                 |
| Estany de la Roberta                                  |                                                                                 | Llacunes litorals i aiguamolls              | 9,12            | El Prat de Llobregat (Baix Llobregat) 41° 16′ 55″ N, 2° 04′ 59″ E / 41.28203°N,2.08304°E                                | IZHC-08001117 | {{ca\|Estany de la Roberta (el Prat de Llobregat)}} · {{WLE-AD-ES\|IZHC-08001117}} · {{Object location dec\|41.28203\|2.08304\|region:ES-CT_type:waterbody_dim:320_source:cawiki}} · [[Categoria:Wetlands of Catalonia]]                      |
| Olla del Rei                                          |                                                                                 | Zona humida restaurada o de nova creació    | 6,61            | Castelldefels (Baix Llobregat) 41° 16′ 25″ N, 1° 59′ 05″ E / 41.27368°N,1.98462°E                                       | IZHC-08001118 | {{ca\|Olla del Rei (Castelldefels)}} · {{WLE-AD-ES\|IZHC-08001118}} · {{Object location dec\|41.27368\|1.98462\|region:ES-CT_type:waterbody_dim:800_source:cawiki}} · [[Categoria:Olla del Rei]]                                              |
| Estanys de Graugés                                    |                                                                                 | Zona humida restaurada o de nova creació    | 12,55           | Avià (Berguedà) 42° 03′ 49″ N, 1° 50′ 27″ E / 42.0637°N,1.8408°E                                                        | IZHC-08001401 | {{ca\|Estanys de Graugés (Avià)}} · {{WLE-AD-ES\|IZHC-08001401}} · {{Object location dec\|42.0637\|1.8408\|region:ES-CT_type:waterbody_dim:930_source:cawiki}} · [[Categoria:Wetlands of Catalonia]]                                          |
| Pantà de Serrateix                                    | ENP Riera de Navel                                                              | Embassaments de rius                        | 1,63            | Montmajor, Viver i Serrateix (Berguedà) 41° 57′ 51″ N, 1° 45′ 21″ E / 41.96417°N,1.75586°E                              | IZHC-08001402 | {{ca\|Pantà de Serrateix (Berguedà)}} · {{WLE-AD-ES\|IZHC-08001402}} · {{Object location dec\|41.96417\|1.75586\|region:ES-CT_type:waterbody_dim:370_source:cawiki}} · [[Categoria:Pantà de Serrateix]]                                       |
| Pantà de l'Espunyola                                  |                                                                                 | Embassaments de rius                        | 0,81            | Capolat (Berguedà) 42° 04′ 07″ N, 1° 45′ 53″ E / 42.06857°N,1.76477°E                                                   | IZHC-08001403 | {{ca\|Pantà de l'Espunyola (Capolat)}} · {{WLE-AD-ES\|IZHC-08001403}} · {{Object location dec\|42.06857\|1.76477\|region:ES-CT_type:waterbody_dim:250_source:cawiki}} · [[Categoria:Pantà de l'Espunyola]]                                    |
| Pantà de Casserres                                    | ENP Els Tres Hereus                                                             | Embassaments de rius                        | 7,11            | Casserres (Berguedà) 42° 01′ 39″ N, 1° 50′ 27″ E / 42.0276°N,1.8409°E                                                   | IZHC-08001404 | {{ca\|Pantà de Casserres (Berguedà)}} · {{WLE-AD-ES\|IZHC-08001404}} · {{Object location dec\|42.0276\|1.8409\|region:ES-CT_type:waterbody_dim:750_source:cawiki}} · [[Categoria:Wetlands of Catalonia]]                                      |
| Estany de Cercs                                       | ENP Serra d'Ensija-els Rasos de Peguera ZEC, ZEPA Prepirineu Central català     | Llacs i estanys (no càrstics)               | 10,36           | Cercs (Berguedà) 42° 08′ 12″ N, 1° 48′ 36″ E / 42.1366°N,1.8099°E                                                       | IZHC-08001405 | {{ca\|Estany de Cercs (Berguedà)}} · {{WLE-AD-ES\|IZHC-08001405}} · {{Object location dec\|42.1366\|1.8099\|region:ES-CT_type:waterbody_dim:750_source:cawiki}} · [[Categoria:Wetlands of Catalonia]]                                         |
| Riera de Navel                                        |                                                                                 | Assuts, rescloses i d'altres                | 1,76            | Montclar, Viver i Serrateix (Berguedà) 41° 59′ 45″ N, 1° 45′ 45″ E / 41.99593°N,1.76261°E                               | IZHC-08001406 | {{ca\|Riera de Navel (Berguedà)}} · {{WLE-AD-ES\|IZHC-08001406}} · {{Object location dec\|41.99593\|1.76261\|region:ES-CT_type:waterbody_dim:330_source:cawiki}} · [[Categoria:Riera de Navel (ZH)]]                                          |
| Torrent i pantà de Garet                              |                                                                                 | Bassa agrícola                              | 2,79            | Lluçà (Osona) 42° 02′ 44″ N, 2° 02′ 19″ E / 42.04542°N,2.03858°E                                                        | IZHC-08002402 | {{ca\|Torrent i pantà de Garet (Lluçà)}} · {{WLE-AD-ES\|IZHC-08002402}} · {{Object location dec\|42.04542\|2.03858\|region:ES-CT_type:waterbody_dim:600_source:cawiki}} · [[Categoria:Wetlands of Catalonia]]                                 |
| Pantà de la Gavarresa                                 |                                                                                 | Embassaments de rius                        | 7,77            | Olost (Osona) 41° 59′ 53″ N, 2° 04′ 09″ E / 41.99812°N,2.06921°E                                                        | IZHC-08002403 | {{ca\|Pantà de la Gavarresa (Olost)}} · {{WLE-AD-ES\|IZHC-08002403}} · {{Object location dec\|41.99812\|2.06921\|region:ES-CT_type:waterbody_dim:1000_source:cawiki}} · [[Categoria:Wetlands of Catalonia]]                                   |
| Pantà de la Fusta                                     |                                                                                 | Assuts, rescloses i d'altres                | 1,82            | Perafita (Osona) 42° 03′ 13″ N, 2° 06′ 47″ E / 42.05349°N,2.11303°E                                                     | IZHC-08002404 | {{ca\|Pantà de la Fusta (Perafita)}} · {{WLE-AD-ES\|IZHC-08002404}} · {{Object location dec\|42.05349\|2.11303\|region:ES-CT_type:waterbody_dim:400_source:cawiki}} · [[Categoria:Wetlands of Catalonia]]                                     |
| Estany dels Alous                                     |                                                                                 | Graveres, argileres i similars              | 10,81           | Rubí, Sant Cugat del Vallès (Vallès Occidental) 41° 28′ 40″ N, 2° 02′ 25″ E / 41.4778°N,2.0403°E                        | IZHC-08004001 | {{ca\|Estany dels Alous (Vallès Occidental)}} · {{WLE-AD-ES\|IZHC-08004001}} · {{Object location dec\|41.4778\|2.0403\|region:ES-CT_type:waterbody_dim:580_source:cawiki}} · [[Categoria:Estany dels Alous]]                                  |

## El Foix
| Nom                        | Protecció                                        | Tipologia                               | Superfície (ha) | Localització                                                                             | Codi          | Imatge |
| -------------------------- | ------------------------------------------------ | --------------------------------------- | --------------- | ---------------------------------------------------------------------------------------- | ------------- | --- |
| Embassament del riu Foix   | ENP El Foix ZEC, ZEPA Serres del Litoral central | Embassaments de rius                    | 79,21           | Castellet i la Gornal (Alt Penedès) 41° 15′ 18″ N, 1° 38′ 50″ E / 41.2549°N,1.6472°E     | IZHC-10000301 | {{ca\|Embassament del riu Foix (Castellet i la Gornal)}} · {{WLE-AD-ES\|IZHC-10000301}} · {{Object location dec\|41.2549\|1.6472\|region:ES-CT_type:waterbody_dim:4000_source:cawiki}} · [[Categoria:Pantà de Foix]]             |
| Desembocadura del riu Foix | ZEC, ZEPA Serres del Litoral central             | Desembocadures actuals de rius i rieres | 10,77           | Cubelles (Garraf) 41° 12′ 01″ N, 1° 40′ 31″ E / 41.2004°N,1.6753°E                       | IZHC-10001701 | {{ca\|Desembocadura del riu Foix (Cubelles)}} · {{WLE-AD-ES\|IZHC-10001701}} · {{Object location dec\|41.2004\|1.6753\|region:ES-CT_type:waterbody_dim:750_source:cawiki}} · [[Categoria:Desembocadura del riu Foix (Cubelles)]] |
| Platja Llarga              |                                                  | Llacunes litorals i aiguamolls          | 35,55           | Cubelles, Vilanova i la Geltrú (Garraf) 41° 12′ 25″ N, 1° 41′ 30″ E / 41.2070°N,1.6916°E | IZHC-10001702 | {{ca\|Platja Llarga (Garraf)}} · {{WLE-AD-ES\|IZHC-10001702}} · {{Object location dec\|41.2070\|1.6916\|region:ES-CT_type:waterbody_dim:2100_source:cawiki}} · [[Categoria:Wetlands of Catalonia]]                               |

## Riera de Ribes
| Nom                                | Protecció                                                  | Tipologia                               | Superfície (ha) | Localització                                                                             | Codi          | Imatge |
| ---------------------------------- | ---------------------------------------------------------- | --------------------------------------- | --------------- | ---------------------------------------------------------------------------------------- | ------------- | --- |
| Torrent de Santa Susanna           | ENP Massís del Garraf ZEC, ZEPA Serres del Litoral central | Rius i zones inundables                 | 2,71            | Avinyonet del Penedès (Alt Penedès) 41° 19′ 50″ N, 1° 48′ 54″ E / 41.330591°N,1.814935°E | IZHC-09000301 | {{ca\|Torrent de Santa Susanna (Avinyonet del Penedès)}} · {{WLE-AD-ES\|IZHC-09000301}} · {{Object location dec\|41.330591\|1.814935\|region:ES-CT_type:waterbody_dim:900_source:cawiki}} · [[Categoria:Wetlands of Catalonia]] |
| Desembocadura de la riera de Ribes |                                                            | Desembocadures actuals de rius i rieres | 1,55            | Sitges (Garraf) 41° 13′ 29″ N, 1° 46′ 59″ E / 41.22467°N,1.78306°E                       | IZHC-09001702 | {{ca\|Desembocadura de la riera de Ribes (Sitges)}} · {{WLE-AD-ES\|IZHC-09001702}} · {{Object location dec\|41.22467\|1.78306\|region:ES-CT_type:waterbody_dim:350_source:cawiki}} · [[Categoria:Wetlands of Catalonia]]        |

## Riera de la Bisbal
| Nom                     | Protecció                                                        | Tipologia                                   | Superfície (ha) | Localització                                                                | Codi          | Imatge |
| ----------------------- | ---------------------------------------------------------------- | ------------------------------------------- | --------------- | --------------------------------------------------------------------------- | ------------- | --- |
| Les Madrigueres         |                                                                  | Desembocadures històriques de rius i rieres | 30,80           | El Vendrell (Baix Penedès) 41° 11′ 10″ N, 1° 33′ 02″ E / 41.1861°N,1.5506°E | IZHC-11001201 | {{ca\|Les Madrigueres (el Vendrell)}} · {{WLE-AD-ES\|IZHC-11001201}} · {{Object location dec\|41.1861\|1.5506\|region:ES-CT_type:waterbody_dim:1000_source:cawiki}} · [[Categoria:Wetlands of Catalonia]]           |
| Gorg de Creixell        | ENP Platja de Torredembarra i Creixell                           | Llacunes litorals i aiguamolls              | 26,26           | Creixell (Tarragonès) 41° 09′ 31″ N, 1° 26′ 40″ E / 41.1586°N,1.4444°E      | IZHC-11003601 | {{ca\|Gorg de Creixell (Tarragonès)}} · {{WLE-AD-ES\|IZHC-11003601}} · {{Object location dec\|41.1586\|1.4444\|region:ES-CT_type:waterbody_dim:1100_source:cawiki}} · [[Categoria:Gorg de Creixell]]                |
| Platja de Torredembarra | ENP Platja de Torredembarra i Creixell ZEC Costes del Tarragonès | Llacunes litorals i aiguamolls              | 37,50           | Torredembarra (Tarragonès) 41° 09′ 04″ N, 1° 25′ 44″ E / 41.1512°N,1.4288°E | IZHC-11003602 | {{ca\|Platja de Torredembarra (Tarragonès)}} · {{WLE-AD-ES\|IZHC-11003602}} · {{Object location dec\|41.1512\|1.4288\|region:ES-CT_type:waterbody_dim:2500_source:cawiki}} · [[Categoria:Estanys de Torredembarra]] |

## El Gaià
| Nom                        | Protecció                                                      | Tipologia                               | Superfície (ha) | Localització                                                 | Codi          | Imatge |
| -------------------------- | -------------------------------------------------------------- | --------------------------------------- | --------------- | ------------------------------------------------------------ | ------------- | --- |
| Desembocadura del riu Gaià | ENP, RNFS Desembocadura del riu Gaià ZEC Costes del Tarragonès | Desembocadures actuals de rius i rieres | 5,65            | Tarragona 41° 08′ 02″ N, 1° 21′ 57″ E / 41.13386°N,1.36574°E | IZHC-12003601 | {{ca\|Desembocadura del riu Gaià (Tarragona)}} · {{WLE-AD-ES\|IZHC-12003601}} · {{Object location dec\|41.13386\|1.36574\|region:ES-CT_type:waterbody_dim:1000_source:cawiki}} · [[Categoria:Desembocadura del riu Gaià]] |

## El Francolí
| Nom                               | Protecció | Tipologia                               | Superfície (ha) | Localització                                                                  | Codi          | Imatge |
| --------------------------------- | --------- | --------------------------------------- | --------------- | ----------------------------------------------------------------------------- | ------------- | --- |
| La Sallida                        |           | Assuts, rescloses i d'altres            | 14,47           | Montblanc (Conca de Barberà) 41° 22′ 13″ N, 1° 10′ 46″ E / 41.3704°N,1.1794°E | IZHC-13001601 | {{ca\|La Sallida (Montblanc)}} · {{WLE-AD-ES\|IZHC-13001601}} · {{Object location dec\|41.3704\|1.1794\|region:ES-CT_type:waterbody_dim:2000_source:cawiki}} · [[Categoria:Wetlands of Catalonia]]                          |
| Desembocadura del Francolí        |           | Desembocadures actuals de rius i rieres | 14,05           | Tarragona 41° 06′ 30″ N, 1° 14′ 00″ E / 41.1084°N,1.2332°E                    | IZHC-13003601 | {{ca\|Desembocadura del Francolí (Tarragona)}} · {{WLE-AD-ES\|IZHC-13003601}} · {{Object location dec\|41.1084\|1.2332\|region:ES-CT_type:waterbody_dim:1100_source:cawiki}} · [[Categoria:Wetlands of Catalonia]]          |
| Clots de la Barquera - Les Terres |           | Graveres, argileres i similars          | 4,61            | La Secuita (Tarragonès) 41° 12′ 32″ N, 1° 16′ 28″ E / 41.20880°N,1.27442°E    | IZHC-13003602 | {{ca\|Clots de la Barquera - Les Terres (la Secuita)}} · {{WLE-AD-ES\|IZHC-13003602}} · {{Object location dec\|41.20880\|1.27442\|region:ES-CT_type:waterbody_dim:400_source:cawiki}} · [[Categoria:Wetlands of Catalonia]] |

## Rieres Meridionals
| Nom                                              | Protecció                                                                    | Tipologia                               | Superfície (ha) | Localització | Codi          | Imatge |
| ------------------------------------------------ | ---------------------------------------------------------------------------- | --------------------------------------- | --------------- | --- | ------------- | --- |
| Desembocadura de la riera de Maspujols o Riudoms |                                                                              | Desembocadures actuals de rius i rieres | 5,62            | Cambrils (Baix Camp) 41° 04′ 01″ N, 1° 04′ 55″ E / 41.0669°N,1.0819°E                                                 | IZHC-14000801 | {{ca\|Desembocadura de la riera de Maspujols (Cambrils)}} · {{WLE-AD-ES\|IZHC-14000801}} · {{Object location dec\|41.0669\|1.0819\|region:ES-CT_type:waterbody_dim:900_source:cawiki}} · [[Categoria:Wetlands of Catalonia]]                |
| Desembocadura de la riera de Riudecanyes         |                                                                              | Desembocadures actuals de rius i rieres | 8,50            | Cambrils, Mont-roig del Camp (Baix Camp) 41° 03′ 16″ N, 1° 01′ 12″ E / 41.0544°N,1.0201°E                             | IZHC-14000802 | {{ca\|Desembocadura de la riera de Riudecanyes (Baix Camp)}} · {{WLE-AD-ES\|IZHC-14000802}} · {{Object location dec\|41.0544\|1.0201\|region:ES-CT_type:waterbody_dim:850_source:cawiki}} · [[Categoria:Wetlands of Catalonia]]             |
| Desembocadura del torrent de l'estany Gelat      | ZEC Litoral meridional tarragoní                                             | Desembocadures actuals de rius i rieres | 2,87            | Mont-roig del Camp (Baix Camp) 41° 01′ 15″ N, 0° 57′ 20″ E / 41.0209°N,0.9555°E                                       | IZHC-14000803 | {{ca\|Desembocadura del torrent de l'estany Gelat (Mont-roig del Camp)}} · {{WLE-AD-ES\|IZHC-14000803}} · {{Object location dec\|41.0209\|0.9555\|region:ES-CT_type:waterbody_dim:350_source:cawiki}} · [[Categoria:Wetlands of Catalonia]] |
| Desembocadura del riu Llastres                   | ZEC Litoral meridional tarragoní                                             | Desembocadures actuals de rius i rieres | 10,69           | Mont-roig del Camp, Vandellòs i l'Hospitalet de l'Infant (Baix Camp) 40° 59′ 30″ N, 0° 55′ 54″ E / 40.9918°N,0.9318°E | IZHC-14000804 | {{ca\|Desembocadura del riu de Llastres (Baix Camp)}} · {{WLE-AD-ES\|IZHC-14000804}} · {{Object location dec\|40.9918\|0.9318\|region:ES-CT_type:waterbody_dim:900_source:cawiki}} · [[Categoria:Wetlands of Catalonia]]                    |
| Desembocadura del torrent de l'Estany            | ENP Cap de Santes Creus ZEC Litoral meridional tarragoní                     | Desembocadures actuals de rius i rieres | 3,51            | L'Ametlla de Mar (Baix Ebre) 40° 52′ 13″ N, 0° 47′ 34″ E / 40.87015°N,0.79286°E                                       | IZHC-14000901 | {{ca\|Desembocadura del torrent de l'Estany (l'Ametlla de Mar)}} · {{WLE-AD-ES\|IZHC-14000901}} · {{Object location dec\|40.87015\|0.79286\|region:ES-CT_type:waterbody_dim:700_source:cawiki}} · [[Categoria:Wetlands of Catalonia]]       |
| Desembocadura del torrent del Pi                 | ENP Cap de Santes Creus RNFS Torrent del Pi ZEC Litoral meridional tarragoní | Desembocadures actuals de rius i rieres | 1,85            | L'Ametlla de Mar (Baix Ebre) 40° 53′ 58″ N, 0° 49′ 21″ E / 40.89947°N,0.82242°E                                       | IZHC-14000902 | {{ca\|Desembocadura del torrent del Pi (l'Ametlla de Mar)}} · {{WLE-AD-ES\|IZHC-14000902}} · {{Object location dec\|40.89947\|0.82242\|region:ES-CT_type:waterbody_dim:450_source:cawiki}} · [[Categoria:Desembocadura del Torrent del Pi]] |
| Desembocadura del torrent de Sant Jordi          |                                                                              | Desembocadures actuals de rius i rieres | 2,90            | L'Ametlla de Mar (Baix Ebre) 40° 54′ 44″ N, 0° 49′ 49″ E / 40.9123°N,0.8304°E                                         | IZHC-14000903 | {{ca\|Desembocadura del torrent de Sant Jordi (l'Ametlla de Mar)}} · {{WLE-AD-ES\|IZHC-14000903}} · {{Object location dec\|40.9123\|0.8304\|region:ES-CT_type:waterbody_dim:400_source:cawiki}} · [[Categoria:Wetlands of Catalonia]]       |
| Desembocadura del torrent de Santes Creus        | ENP Cap de Santes Creus ZEC Litoral meridional tarragoní                     | Desembocadures actuals de rius i rieres | 3,10            | L'Ametlla de Mar (Baix Ebre) 40° 51′ 48″ N, 0° 46′ 53″ E / 40.86341°N,0.78129°E                                       | IZHC-14000904 | {{ca\|Desembocadura del torrent de Santes Creus (l'Ametlla de Mar)}} · {{WLE-AD-ES\|IZHC-14000904}} · {{Object location dec\|40.86341\|0.78129\|region:ES-CT_type:waterbody_dim:600_source:cawiki}} · [[Categoria:Wetlands of Catalonia]]   |
| Llacuna de la Universitat Laboral                |                                                                              | Llacunes litorals i aiguamolls          | 4,21            | Tarragona 41° 05′ 55″ N, 1° 12′ 06″ E / 41.0985°N,1.2016°E                                                            | IZHC-14003601 | {{ca\|Llacuna de la Universitat Laboral (Tarragona)}} · {{WLE-AD-ES\|IZHC-14003601}} · {{Object location dec\|41.0985\|1.2016\|region:ES-CT_type:waterbody_dim:450_source:cawiki}} · [[Categoria:Wetlands of Catalonia]]                    |
| Séquia Major                                     | ENP, ZEC                                                                     | Canals i séquies                        | 16,86           | Vila-seca (Tarragonès) 41° 04′ 48″ N, 1° 10′ 38″ E / 41.08013°N,1.17719°E                                             | IZHC-14003602 | {{ca\|Séquia Major (Vila-seca)}} · {{WLE-AD-ES\|IZHC-14003602}} · {{Object location dec\|41.08013\|1.17719\|region:ES-CT_type:waterbody_dim:1400_source:cawiki}} · [[Categoria:Séquia Major]]                                               |
| Platja dels Prats de Vila-seca                   | ZEC Séquia Major                                                             | Llacunes litorals i aiguamolls          | 16,00           | Vila-seca (Tarragonès) 41° 05′ 14″ N, 1° 11′ 21″ E / 41.0873°N,1.1893°E                                               | IZHC-14003603 | {{ca\|Platja dels Prats de Vila-seca (Tarragonès)}} · {{WLE-AD-ES\|IZHC-14003603}} · {{Object location dec\|41.0873\|1.1893\|region:ES-CT_type:waterbody_dim:700_source:cawiki}} · [[Categoria:Wetlands of Catalonia]]                      |

## Llegenda
Nivells de protecció indicats en la llista:
- ENP: espai natural protegit
- PNC: parc nacional
- PNT: parc natural
- PNIN: paratge natural d'interès nacional
- RNI: reserva natural integral
- RNP: reserva natural parcial
- RNFS: reserva natural de fauna salvatge
- RAMSAR: zona humida d'importància internacional inscrita en la llista del Conveni de Ramsar
- ZEC: zona d'especial conservació, de la xarxa Natura 2000
- ZEPA: Zona d'especial protecció per a les aus, de la xarxa Natura 2000